# Singen (Hohentwiel)

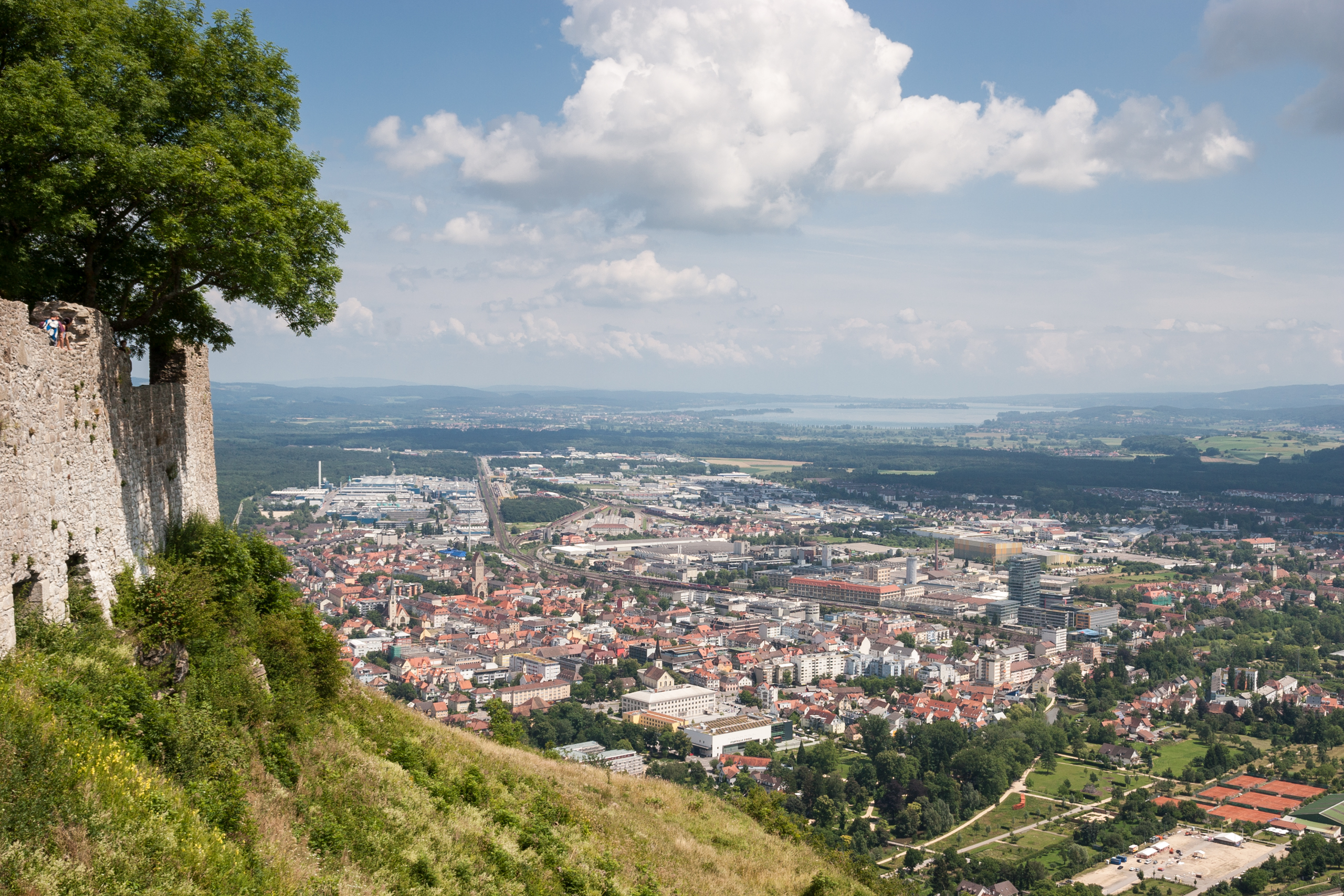
Blick vom Hohentwiel über Singen bis zum Untersee

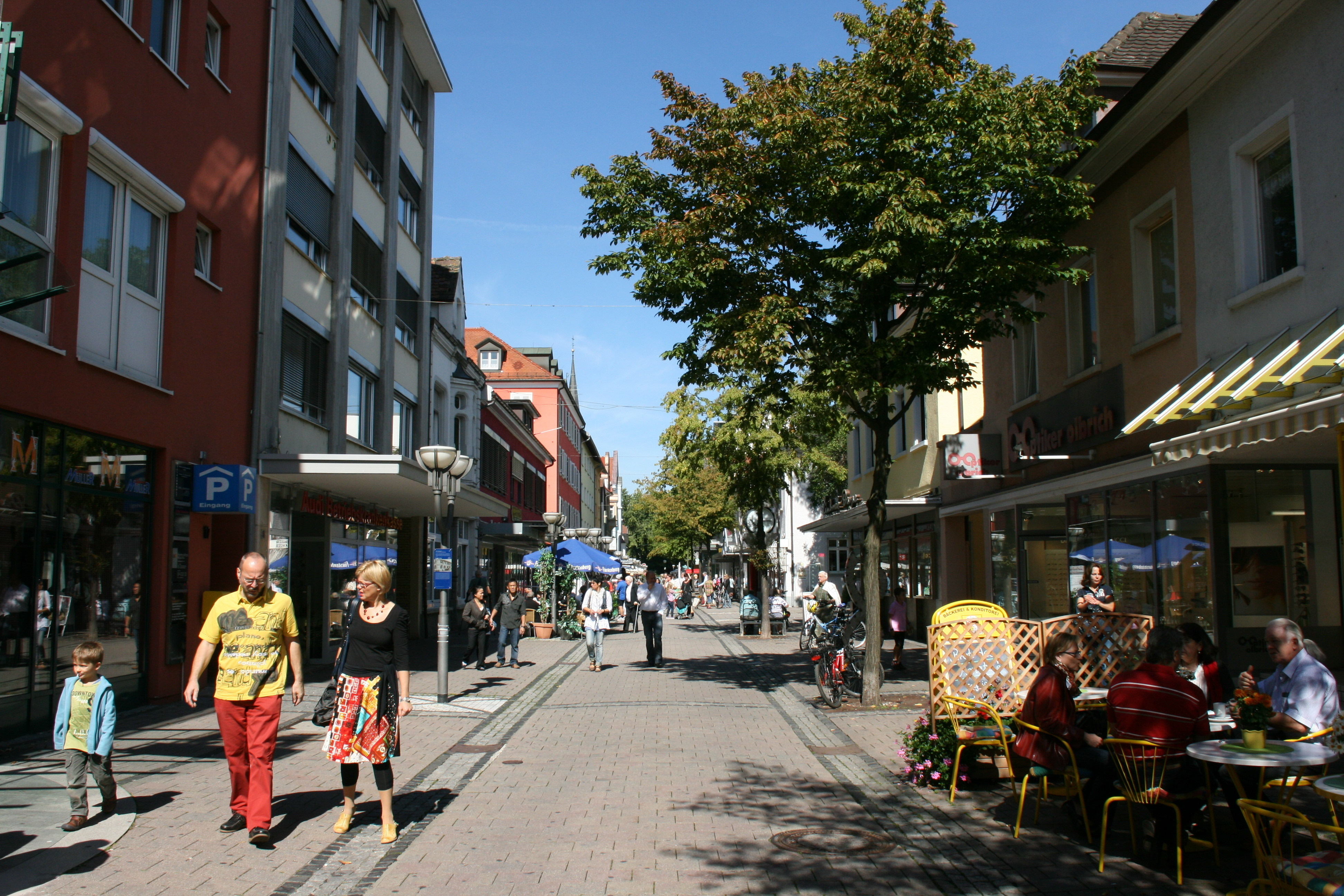
Scheffelstraße

Singen (Hohentwiel) (anhörenⓘ) ist eine Stadt im Süden Baden-Württembergs, etwa 30 Kilometer nordwestlich von Konstanz und 20 Kilometer nordöstlich von Schaffhausen in der Schweiz. Singen ist nach der Kreisstadt Konstanz die zweitgrößte Stadt des Landkreises Konstanz und bildet das Mittelzentrum für die umliegenden Hegau-Gemeinden. Seit dem 1. April 1956 ist Singen eine Große Kreisstadt.

## Geographie

### Geographische Lage

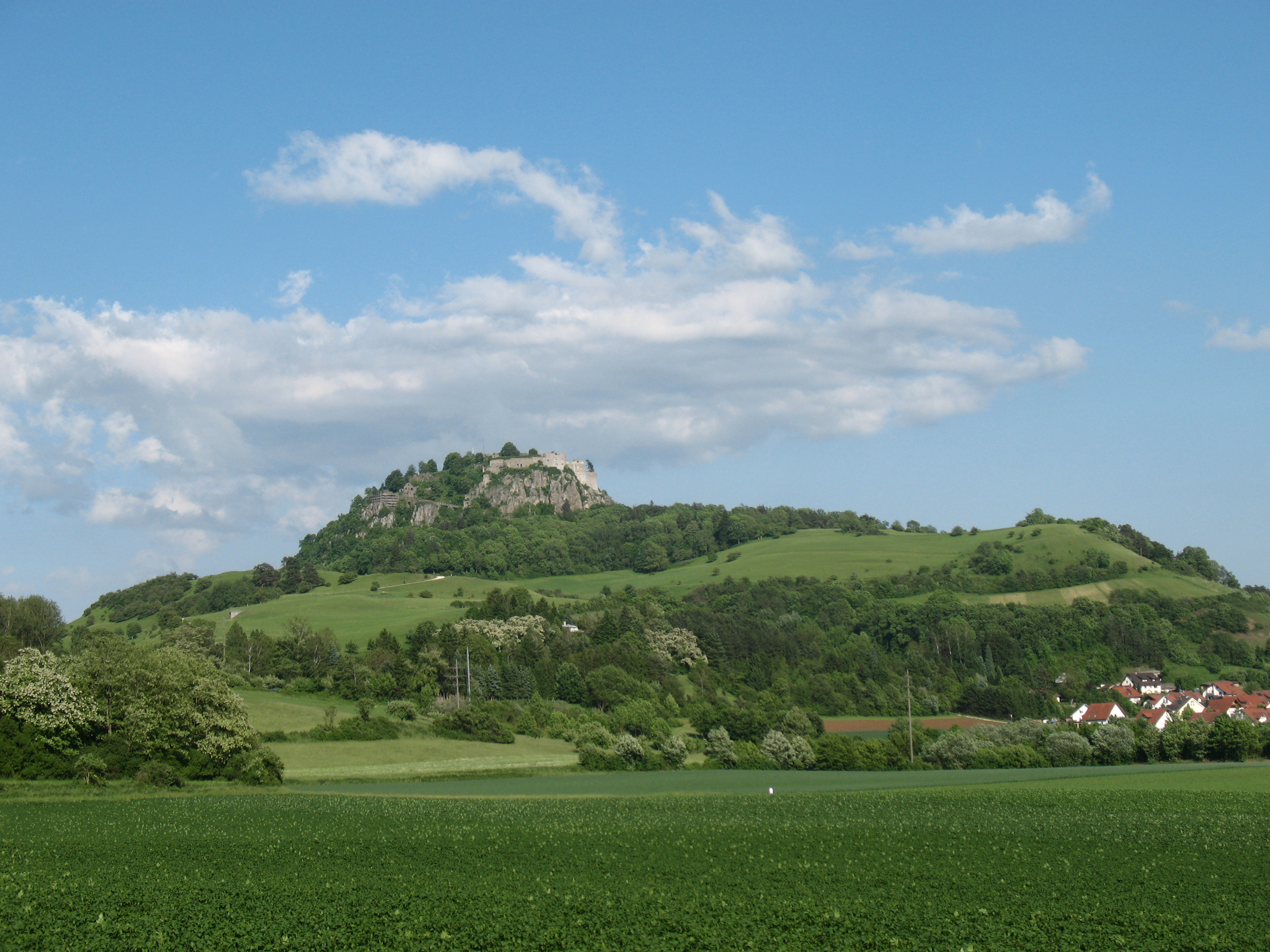
Blick auf den Hohentwiel

Singen liegt im Hegau, nordwestlich des Bodensees am Fuß des Hohentwiels, eines Phonolithkegels (Vulkankegel), der zu den Hegaubergen gehört. Zwischen der Stadt und dem Hohentwiel fließt die Radolfzeller Aach, welche in der Gemeinde Aach nördlich von Singen entspringt – das Wasser stammt von der zwischen Immendingen und Möhringen und bei Fridingen versinkenden Donau – und nach Verlassen des Stadtgebiets westlich von Radolfzell in den Bodensee mündet. Im Südwesten des Gemeindegebiets verläuft die Grenze zwischen Deutschland und der Schweiz.

### Klima

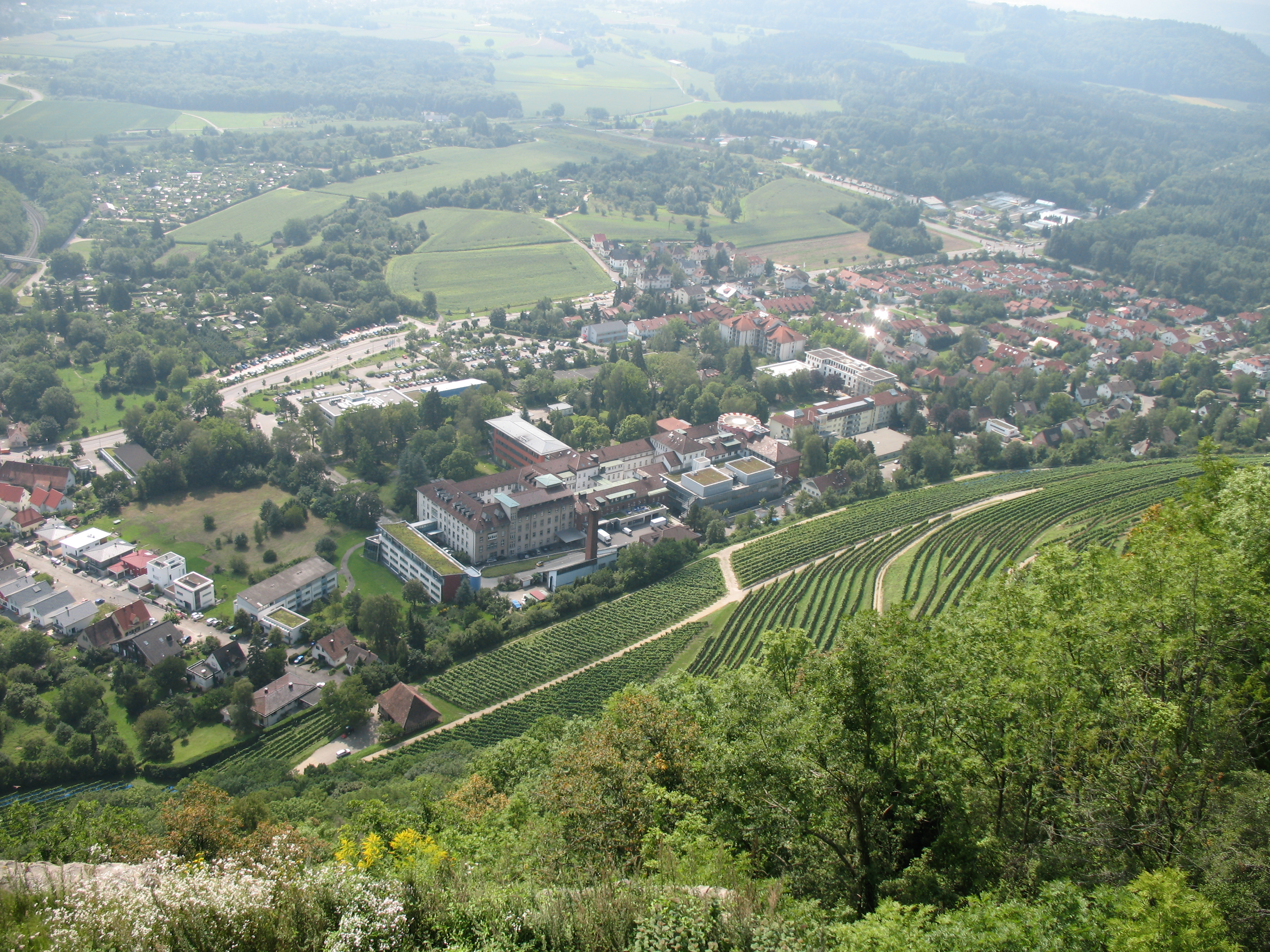
Weinbau am Olgaberg des Hohentwiel, oberhalb des Hegau-Klinikums Singen

Im Jahr 2008 war gemäß der Wetterbilanz des Wetterdienstes Meteomedia der Singen um 250 Meter überragende Hausberg Hohentwiel mit 2057 Sonnenstunden Viertplatzierter im Ranking zum sonnenreichsten Ort in Deutschland. Im Vorjahr erreichte Singen mit 2142 auf dem Hohentwiel gemessenen Sonnenstunden den zweiten Platz in Deutschland. Neben der Wetterstation von Meteomedia auf dem Hohentwiel befindet sich in rund zwei Kilometer Entfernung die von Meteomedia genutzte Hegauer Wetterstation (Wetterstation Singen; 47° 45′ 0″ N, 8° 49′ 12″ O; 445 m ü. NN) eines anderen Netzes.
Aufgrund der vielen Sonnenstunden auf dem Hohentwiel und des günstigen Vulkanverwitterungsgesteins ist am Hohentwiel Weinbau möglich. Der Hohentwiel ist mit über 500 m NN die höchste Weinlage Deutschlands.

### Nachbargemeinden
Folgende Städte und Gemeinden grenzen an die Stadt Singen (Hohentwiel): Hilzingen, Mühlhausen-Ehingen, Volkertshausen, Steißlingen, Radolfzell am Bodensee, Moos, Öhningen und Rielasingen-Worblingen, die alle im Landkreis Konstanz liegen, und – mit einer Grenzlänge von ca. 180 m in einem Waldstück – Hemishofen in der Schweiz.

### Stadtgliederung
Die Stadt gliedert sich in die Kernstadt (40.925 Einwohner, 31. Dez. 2023) und die im Rahmen der Gemeindereform der 1970er-Jahre hinzugekommenen ehemals selbstständigen Gemeinden
- Beuren an der Aach (1.513 Einwohner, 31. Dez. 2023)
- Bohlingen (1.957 Einwohner, 31. Dez. 2023)
- Friedingen (1.527 Einwohner, 31. Dez. 2023)
- Hausen an der Aach (890 Einwohner, 31. Dez. 2023)
- Schlatt unter Krähen (1.076 Einwohner, 31. Dez. 2023)
- Überlingen am Ried (1.817 Einwohner, 31. Dez. 2023).

Die Angaben der Einwohnerzahlen sind der Einwohnerstatistik der Stadt Singen entnommen.
Zu einigen Stadtteilen gehören teilweise räumlich getrennte Wohnplätze mit eigenem Namen, die oft sehr wenige Einwohner haben. Ferner gibt es auch Wohngebiete mit eigenem Namen, deren Bezeichnungen sich im Laufe der Bebauung ergeben haben und deren Grenzen dann meist nicht genau festgelegt sind. Im Einzelnen sind zu nennen:
- zur Kernstadt: Bruderhof, Am Duchtlinger Berg, Heinrich-Weber-Siedlung, Hohentwiel, Remishof, Waldheim
- zu Bohlingen: Ziegelhof
- zu Friedingen: Burg Hohenfriedingen, Leprosenhaus, Neuhaus, Riedmühle, Schlosshof
- zu Hausen an der Aach: Dornermühle
- zu Überlingen am Ried: Gaisenrain

### Raumplanung
Singen bildet ein Mittelzentrum innerhalb der Region Hochrhein-Bodensee, zu dessen Mittelbereich die Städte und Gemeinden Aach (Hegau), Büsingen am Hochrhein, Engen, Gailingen am Hochrhein, Gottmadingen, Hilzingen, Mühlhausen-Ehingen, Rielasingen-Worblingen, Steißlingen, Tengen und Volkertshausen des Landkreises Konstanz gehören. Darüber hinaus gibt es Verflechtungen mit den Kantonen Schaffhausen und Thurgau in der Schweiz.

## Geschichte

### Vor- und Frühgeschichte
In den 1950er Jahren wurde ein großes frühbronzezeitliches Gräberfeld entdeckt. Diese Entdeckung war namensgebend für die sogenannte Singener Gruppe. Sie ist etwa von 2300 bis 2000 v. Chr. nachweisbar und war in dem Gebiet zwischen Schwäbischer Alb und dem Bodensee sowie im württembergischen Schwaben und in Bayerisch-Schwaben verbreitet. Sieben römische Fundmünzen datieren in eine Nachlimeszeit zwischen 341 und 354 n. Chr. Auf Gemarkung Bohlingen konnte ein römischer Gutshof nachgewiesen werden.

### Bis zum 19. Jahrhundert
Singen wurde 787 als Sisinga erstmals urkundlich erwähnt. Besitzungen hatte unter anderem das Kloster St. Gallen. Ab dem 11. Jahrhundert waren Edelfreie erwähnt, die sich ab 1170/80, nach ihrer neu erbauten Stammburg, der Burg Hohenfriedingen, als Herren von Friedingen bezeichnen und bis 1461 die Herren über Singen blieben. 1466 gelangte der Ort an die Familie von Fulach, 1518 an die von Klingenberg, am 28. November 1530 an die Herren von Bodman, von welchen es schließlich an Österreich verkauft wurde. 1571 waren wieder die Herren von Bodman die Ortsherren, dann ab 1607 die Herren von Reischach und schließlich 1632 wieder Österreich. Diese gaben Singen 1655 an Johann Gaudenz von Rost, der die Herrschaft Singen-Mühlhausen bildete. Diese gelangte durch Heirat an die Grafen von Enzenberg, die im 18. Jahrhundert in Singen ein Schloss errichteten. Als Teil der Grafschaft Nellenburg gehörten Dorf und Herrschaft Singen von 1465 bis 1805 zu Österreich. Mit dem Friedensschluss von Preßburg kam Singen 1805 an das württembergische Oberamt Stockach und 1810 im Grenzvertrag zwischen Württemberg und Baden an das Großherzogtum Baden. Zunächst war Singen eine Gemeinde im Bezirksamt Radolfzell. Bei dessen Auflösung 1872 kam Singen zum Bezirksamt Konstanz.
Seit der Eröffnung des Bahnhofs (1863) mit dem Anschluss an das badische Eisenbahnnetz entwickelte sich Singen zu einer Industriegemeinde, die sich vor allem nach der Ansiedlung der Maggi-Gesellschaft Alimentana (1887) stark vergrößerte. Daher wurde durch Erlass des Innenministeriums des Großherzogtum Baden vom 11. September 1899 der Gemeinde Singen die Stadtrechte verliehen.

### Anfang bis Mitte 20. Jahrhundert

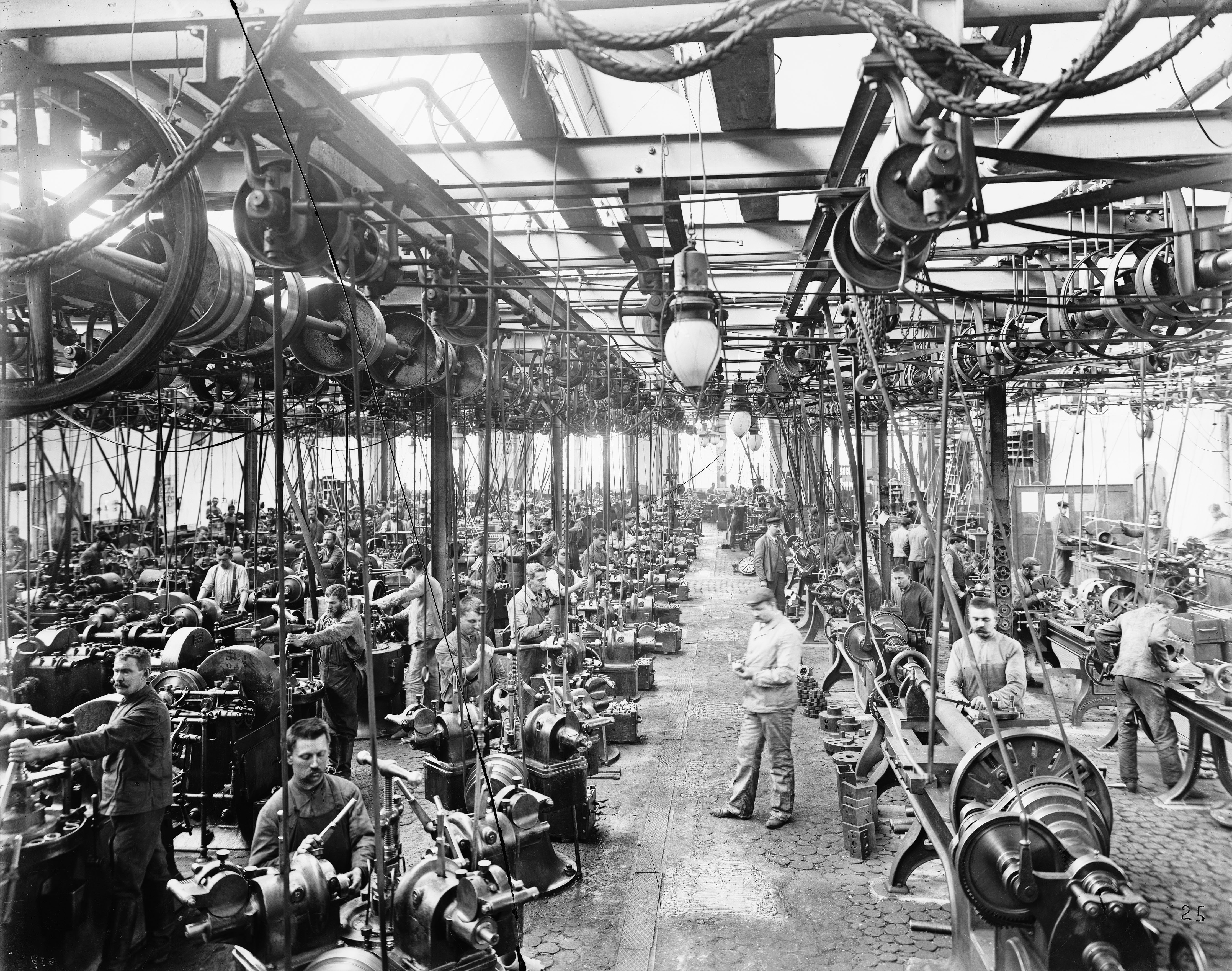
Gewindeschneiderei, Georg Fischer Werk Singen (1904)

Zu Beginn der NS-Diktatur wurde im März 1933 die Herausgabe der SPD-Zeitung „Volkswille“, die im Verlagshaus Thurgauer/Ekkehardstraße hergestellt wurde, verboten. Das Gewerkschaftshaus in der Schwarzwaldstraße wurde mit dem Verbot der Gewerkschaften beschlagnahmt und die Arbeitersport-Vereine aufgelöst, die sich auf dem Schnaidholz-Sportplatz betätigt hatten. Diese und andere Vorgänge der Verfolgung und des Widerstandes werden seit 1989 in einem „Geschichtspfad“ nacherlebbar gemacht.

#### Singener Fluchtroute
Die Singener Fluchtroute („The Singen Route“) in die Schweiz wurde vom holländischen Marineleutnant Hans Larive im Jahre 1940 bei seinem ersten Fluchtversuch aus dem Oflag VI-A in Soest entdeckt. Larive wurde in der Nähe von Singen nahe der Schweizer Grenze gefangen. Der ihn verhörende Gestapo-Offizier war so zuversichtlich, dass Deutschland bald den Krieg gewinnen würde, dass er Larive einen sicheren Weg über die Grenze beschrieb. Larive merkte sich diesen, und viele Gefangene entkamen später über diesen Weg. Dazu gehörten Larive selbst, Francis Steinmetz, Anthony Luteyn, Airey Neave, Pat Reid, und Howard Wardle, die alle aus Colditz geflohen waren.

#### Zwangsarbeiter

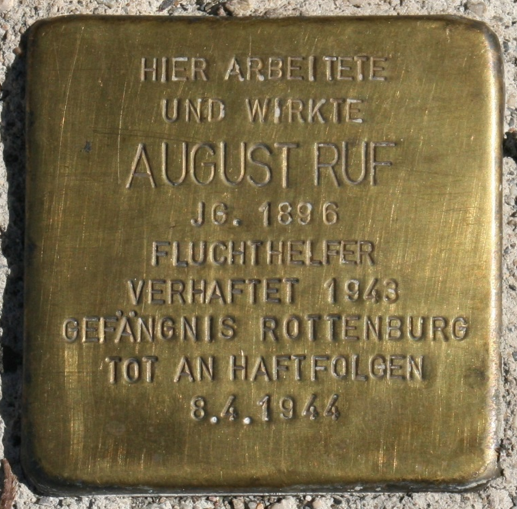
Stolperstein „August Ruf“

Während des Zweiten Weltkriegs wurden mehrere tausend Frauen, Kinder und Männer nach Singen verschleppt und in der örtlichen Industrie, den Unternehmen Maggi, Aluminiumwerk Singen, der Georg Fischer AG und anderen Firmen zur Zwangsarbeit genötigt. Gegen Ende des Kriegs war jeder sechste Bewohner Singens ein Bürger der Sowjetunion. Sie lebten in 17 verschiedenen Lagern, eines davon auf einem Gelände in der Fittingstraße, auf dem heute die St. Theresienkapelle steht, unter der noch heute ein Strafbunker existiert. Ein „Ausländerehrenmal“ auf dem Waldfriedhof erinnert an fast 50 Opfer der Zwangsarbeit.
Zu den humanitären Helfern für zahlreiche verfolgte Hitler-Gegner und Juden über die Schweizer Grenze gehörten der römisch-katholische Pfarrer August Ruf und sein früherer Vikar Eugen Weiler. Nach der Entdeckung wurde Ruf verhaftet und starb 1944 an den Folgen der Haft, während Weiler das KZ Dachau überlebte. An Ruf erinnern ein Straßenname, eine Gedenktafel und ein Stolperstein.

#### Bombardierung
Am 17. Oktober und am 9. November 1944 gab es die ersten Bombardierungen. Der schwerste Angriff war am 25. Dezember 1944. Dabei flogen 38 zweimotorige US-Bomber vom Typ Martin B-25 Marauder der 320th Bombardment Group von Dijon aus einen Angriff auf Singen, bei dem 37 Menschen starben und fast 60 verletzt wurden. In der Endphase des Kriegs, am 22. und 23. Februar 1945, wurde bei der Operation Clarion auch Singen wieder bombardiert. Selbst am 21. April 1945, unmittelbar vor Kriegsende, gab es noch eine Bombardierung.
Man geht heute davon aus, dass die Singener Rüstungsunternehmen Maggi, Georg Fischer und die Aluminium Walzwerke von Angriffen verschont blieben, weil diese Unternehmen schweizerischen Eigentümern gehörten. Die Innenstadt wurde umso schwerer zerstört.

### Nachkriegszeit
Bei der Verwaltungsreform 1939 kam Singen zum Landkreis Konstanz und nach dem Zweiten Weltkrieg gehörte die Stadt zum Land (Süd-)Baden, bzw. ab 1952 zum Regierungsbezirk Südbaden. In jener Zeit überschritt die Einwohnerzahl der Stadt die Grenze von 20.000. Daher wurde Singen bereits mit Inkrafttreten der baden-württembergischen Gemeindeordnung am 1. April 1956 zur Großen Kreisstadt erklärt. Bei der Gemeinde- und Kreisreform Anfang der 1970er-Jahre erreichte das Stadtgebiet seine heutige Ausdehnung.
Am 3. Mai 1977 wurden nach einer Personenkontrolle und anschließenden Schusswechseln die Terroristen der Rote Armee Fraktion (RAF) Verena Becker und Günter Sonnenberg in Singen festgenommen.

### Hohentwiel
Auf dem Hausberg Hohentwiel, der wichtigsten touristischen Attraktion Singens, liegt die größte deutsche Festungsruine. Ihre Festungsanlagen wurden erst 1801, nachdem sie ihre militärische Funktion schon weitgehend verloren hatten, in den Napoleonischen Kriegen von französischen Truppen geschleift. Erstmals erwähnt wurde der Ort im Jahre 919 als Duellum, einer Burg im Besitz des Reiches. Im 12. Jahrhundert war sie im Besitz der Herren von Singen und teilte zunächst die Geschicke des Dorfes. 1538 wurde sie an den Herzog von Württemberg verkauft, der sie zu einer Festung ausbauen ließ. Die Festung konnte zahlreichen Belagerungen standhalten. Im 18. Jahrhundert diente sie als Staatsgefängnis und blieb, auch nachdem sie von den Franzosen im Jahre 1801 geschleift worden war, württembergische Staatsdomäne. 1850 wurde der Hohentwiel Teilgemeinde der etwa 24 Kilometer nördlich gelegenen Stadt Tuttlingen, in die sie 1933 formell eingegliedert wurde. Am 1. Januar 1969 wurde der Hohentwiel in die Stadt Singen umgemeindet.

### Ortsteile

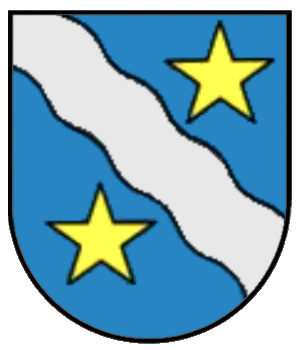
Wappen Beuren an der Aach

Beuren an der Aach wurde 1204 als Bure erstmals erwähnt. Das Kloster Reichenau hatte Besitzungen im Ort. Die Ortsherren waren zunächst die Herren von Krähen, dann bis 1539 die Herren von Friedingen und im 15. Jahrhundert vorübergehend die Familie von Fulach. Über Valentin Zäggy von Stockach gelangte Beuren 1554 an Christoph Lutz Reichlin von Meldegg, in dessen Familienbesitz der Ort bis 1628 war. Dann waren weitere verschiedene Herrscherfamilien die Ortsherren, so etwa die Familie Vogt von Alten-Summerau und Praßberg und die Familie Johann Baptist von Liebenfels zu Worblingen. Schließlich gehörte Beuren zur Herrschaft Langenstein. Die hohe Gerichtsbarkeit lag bei der Grafschaft Nellenburg. 1805 kam Beuren an Württemberg und 1810 an Baden. Dann war es eine Gemeinde im Bezirksamt Stockach, aus dem der Landkreis Stockach hervorging. Erst durch die Eingliederung nach Singen kam Beuren zum Landkreis Konstanz.

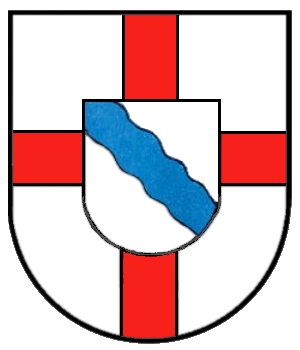
Wappen Bohlingen

Bohlingen wurde 733 als Wobolginga erstmals erwähnt. Besitzungen hatte unter anderem das Kloster St. Gallen. Später gehörte es dem Bischof von Konstanz, der es durch Ministerialen verwalten ließ. Später bestand eine eigene Herrschaft Bohlingen, die ab 1416 als österreichisches Lehen in den Händen der Herren von Homburg war. 1456 gelangte die Herrschaft an das Kloster Salem, 1469 an die Grafen von Sulz und 1497 an den Konstanzer Bischof. Die Hochgerichtsbarkeit lag ab dem 15. Jahrhundert bei der Landgrafschaft Nellenburg. Bohlingen war ab 1686 Sitz eines Amtes. 1803 kam Bohlingen an Baden und war zunächst Sitz eines Amtes, das 1810 aufgelöst wurde. Dann gehörte der Ort zum Amt Radolfzell. Bei dessen Auflösung 1872 kam Bohlingen zum Bezirksamt Konstanz. Südwestlich von Bohlingen finden sich noch Reste der mittelalterlichen Burg Kastenbühl.

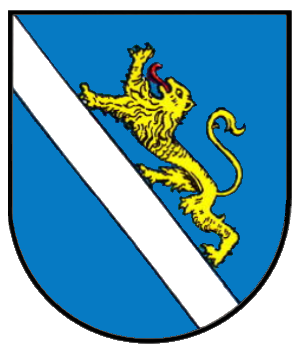
Wappen Friedingen

Friedingen wurde 1090 als Fridinga erstmals erwähnt. Besitzungen hatte das Kloster St. Gallen, dann das Kloster Reichenau. Schließlich gab es eine eigene Ortsherrschaft, doch war der Ort mehrfach verpfändet, darunter an die Herren von Bodman. Diese verkauften Friedingen 1538 an die Stadt Radolfzell. Die Oberhoheit oblag der Landgrafschaft Nellenburg. 1806 kam Friedingen an Württemberg, 1810 an Baden und gehörte zunächst zum Bezirksamt Radolfzell. Nach dessen Auflösung 1872 kam der Ort zum Bezirksamt Konstanz.

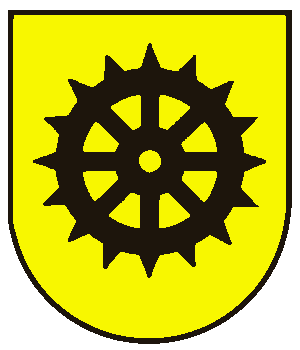
Wappen Hausen an der Aach

Hausen an der Aach wurde 787 als Usa erstmals erwähnt. Auch hier hatte das Kloster St. Gallen, später das Kloster Reichenau Besitz. Ebenso wie seine Nachbarn gehörte auch Hausen verschiedenen Herrschaften, bevor der Ort 1544 von den Herren von Friedingen an die Stadt Radolfzell verkauft wurde. Von 1703 bis 1759 gehörte Hausen den Freiherren von Alten-Summerau und Praßberg. Die Hochgerichtsbarkeit oblag bis 1805 der Landgrafschaft Nellenburg, bis zum Übergang an Württemberg. 1810 kam Hausen an Baden und wurde dem Amt Stockach unterstellt. Ab 1813 gehörte der Ort zum Bezirksamt Radolfzell und nach dessen Auflösung 1872 kam Hausen zum Bezirksamt Konstanz.

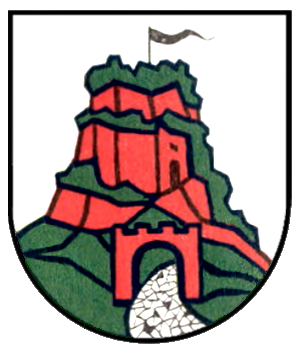
Wappen Schlatt unter Krähen

Schlatt unter Krähen wurde 787 als Slat erstmals erwähnt. Auch dieser Ort gehörte dem Kloster St. Gallen, dann dem Kloster Reichenau und kam über verschiedene Herrschaften 1592 an Hans Ludwig von Bodman, 1606 an Jakob Hannibal von Raitnau und schließlich durch Heirat an die Grafen von Rechberg. 1619 kam Schlatt an Rudolf Ebinger von der Burg und über dessen Nachkommen 1785 an den Überlinger Bürgermeister von Lenzenfeld, 1790 an Johann Adam von Bodman. Die hohe Gerichtsbarkeit lag bei der Landgrafschaft Nellenburg. 1808 kam Schlatt an Württemberg, 1809 an Baden und gehörte zum Amt Blumenfeld, ab 1803 zum Amt Engen. 1824 wurde Schlatt erneut dem Amt Engen, 1843 erneut dem Amt Blumenfeld und 1857 nochmals dem Amt Engen zugeordnet, wo es bis zu dessen Auflösung 1936 verblieb. Dann kam der Ort zum Bezirksamt Konstanz.

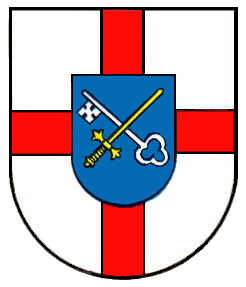
Wappen Überlingen am Ried

Überlingen am Ried wurde 1256 erstmals erwähnt. Im 14. Jahrhundert hieß es Überlingen im Ryete. Die klösterlichen Besitzungen der Insel Reichenau wurden vom Amannamt der Stadt Radolfzell verwaltet. Von dort wurde es um 1300 dem habsburgischen Amt Aach zugeordnet und kam 1538 an die Stadt Radolfzell, welche die niedere Gerichtsbarkeit ausübte. Die hohe Gerichtsbarkeit oblag der Landgrafschaft Nellenburg. 1805 kam Überlingen an Württemberg, 1810 an Baden und gehörte dann zum Bezirksamt Radolfzell. Bei dessen Auflösung 1872 kam der Ort an das Bezirksamt Konstanz.

### Eingemeindungen
In die Stadt Singen (Hohentwiel) wurden folgende Gemeinden bzw. Gemeindeteile eingegliedert:
- 1967: Bruderhof, bis dahin eine Exklave der Stadt Tuttlingen
- 1. Januar 1969: Hohentwiel (bis dahin Exklave der Stadt Tuttlingen)
- 1. Januar 1971: Überlingen am Ried[15]
- 1. Dezember 1971: Friedingen, Hausen an der Aach, Schlatt unter Krähen[15]

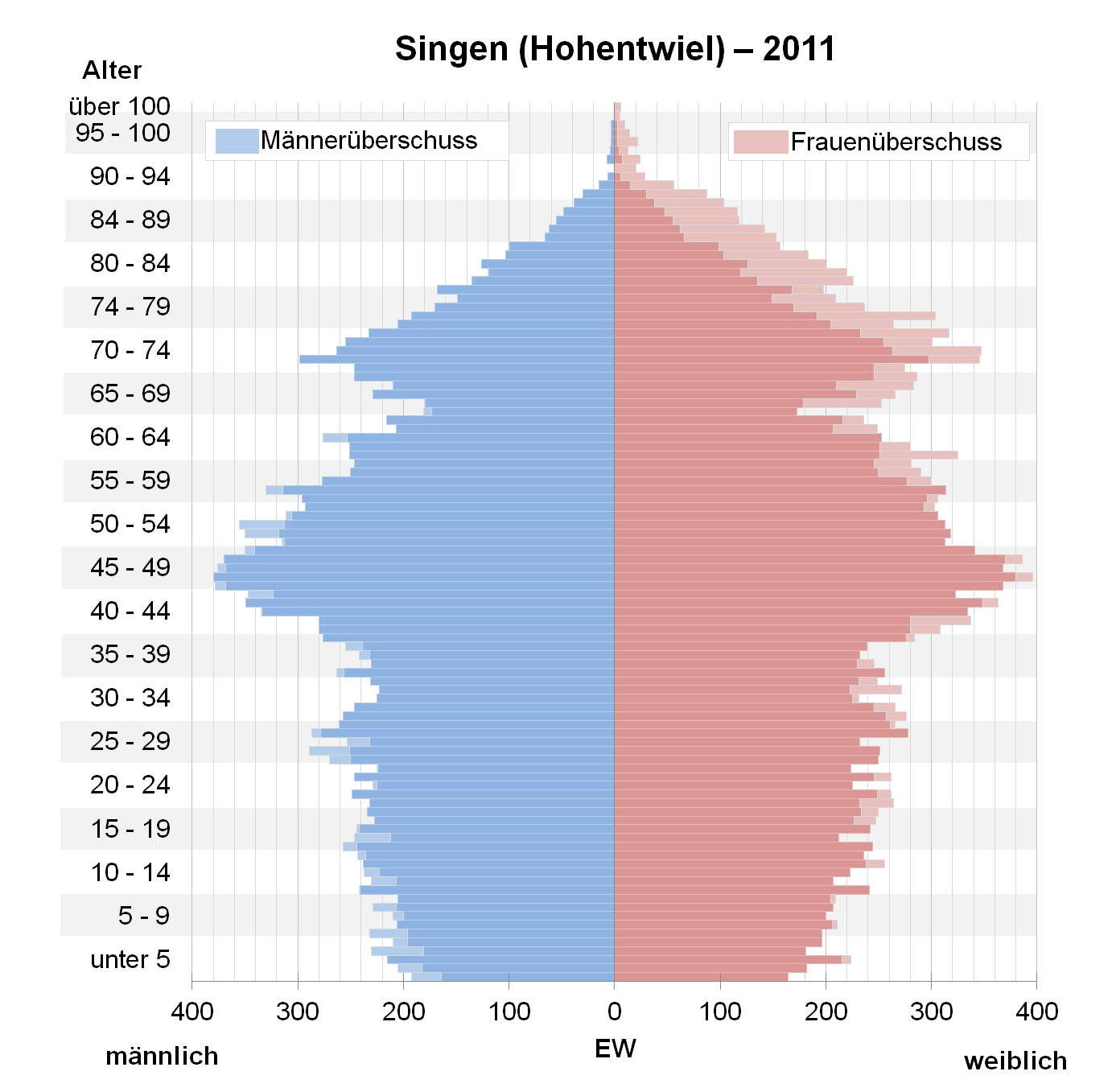
Bevölkerungspyramide für Singen (Hohentwiel) (Datenquelle: Zensus 2011)

- 1. April 1972: Beuren an der Aach[15]
- 1. Januar 1975: Bohlingen[16]

### Einwohnerentwicklung
Einwohnerzahlen nach dem jeweiligen Gebietsstand. Die Zahlen sind Volkszählungsergebnisse (¹) oder amtliche Fortschreibungen des Statistischen Landesamtes Baden-Württemberg (nur Hauptwohnsitze).
| Datum              | Einwohner |
| ------------------ | --------- |
| 1775               | 747       |
| 1810               | 843       |
| 1825               | 976       |
| 1852               | 1.452     |
| 1861               | 1.532     |
| 1. Dezember 1871 ¹ | 1.674     |
| 1. Dezember 1880 ¹ | 1.973     |
| 1. Dezember 1900 ¹ | 3.909     |
| 1. Dezember 1910 ¹ | 8.359     |
| 16. Juni 1925 ¹    | 11.470    |
| 16. Juni 1933 ¹    | 15.536    |
| 17. Mai 1939 ¹     | 18.096    |

| Datum                | Einwohner |
| -------------------- | --------- |
| 13. September 1950 ¹ | 21.766    |
| 6. Juni 1961 ¹       | 33.267    |
| 27. Mai 1970 ¹       | 41.256    |
| 31. Dezember 1975    | 45.566    |
| 31. Dezember 1980    | 43.529    |
| 25. Mai 1987 ¹       | 42.403    |
| 31. Dezember 1990    | 43.689    |
| 31. Dezember 1995    | 44.338    |
| 31. Dezember 2000    | 44.733    |
| 31. Dezember 2005    | 45.366    |
| 31. Dezember 2010    | 45.826    |
| 31. Dezember 2015    | 47.287    |
| 31. Dezember 2020    | 48.033    |

## Religionen und Kirchen
Singen gehörte anfangs zum Bistum Konstanz. Bereits 1275 wurde eine Pfarrei erwähnt. 1350 taucht das Patrozinium St. Peter (später St. Peter und Paul) auf, das beim Kloster Reichenau lag. Zu ihm gehörten mehrere Filialen. Auch nach der Reformation blieb Singen überwiegend katholisch.

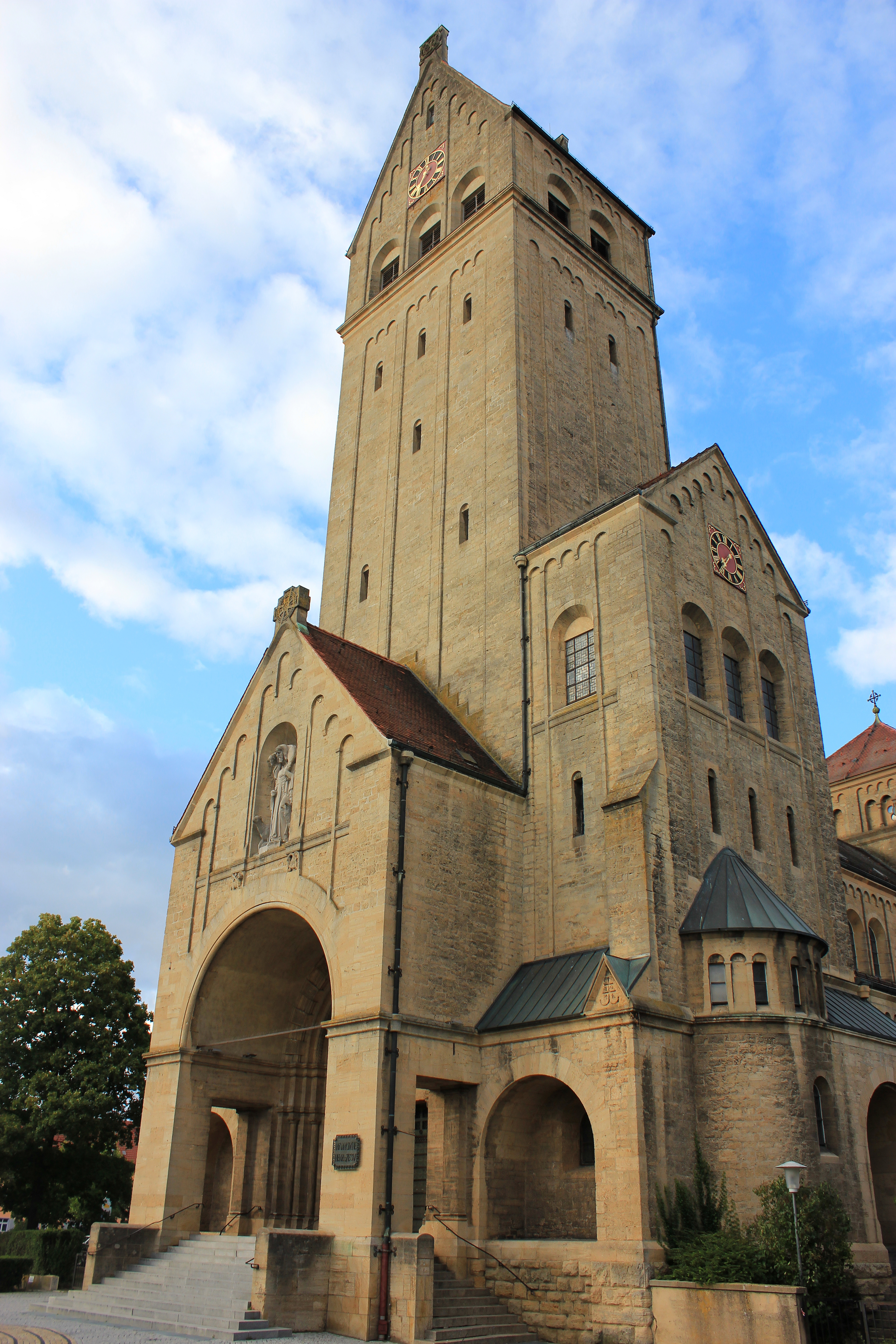
Herz-Jesu-Kirche

Die älteste Pfarrkirche der Stadt St. Peter und Paul wurde 1778/81 unter Einbeziehung älterer Bauteile erbaut. Die Kirchengemeinde Singen kam 1821/27 zum neu gegründeten Erzbistum Freiburg. Durch starken Zuwachs der Bevölkerung wurden im 20. Jahrhundert von der Pfarrei St. Peter und Paul weitere Pfarreien abgetrennt und neue katholische Kirchen erbaut. So entstand 1908 bis 1911 die Herz-Jesu-Kirche (Pfarrei ab 1934), 1927/28 die St. Josefskirche (Pfarrei ab 1945), 1954 die Kirche Maria Königin (Liebfrauen-Pfarrei ab 1974) und 1962 die Kirche St. Elisabeth (Pfarrei ab 1973). Alle genannten Pfarreien bilden heute die Seelsorgeeinheit Singen innerhalb des Dekanats Hegau. Die Friedhofskapelle zur Schmerzhaften Muttergottes wurde 1898 erbaut.
Auch in den Singener Stadtteilen gibt es jeweils katholische Gemeinden, die schon eine lange Tradition haben. In Bohlingen wurde bereits 1155 eine Pfarrei erwähnt. Die heutige Pfarrkirche St. Pankratius wurde im 15. Jahrhundert erbaut und 1978/80 erweitert. Auf dem Friedhof gibt es eine Kapelle St. Martin aus dem 16. Jahrhundert. In Überlingen ist seit 1360 eine Filiale der Pfarrei Bohlingen erwähnt. Eine eigene Pfarrei gibt es dort seit 1798. Die heutige Kirche zum Hl. Kreuz wurde 1862 im neogotischen Stil erbaut. Beide Pfarreien gehören zusammen mit drei Nachbargemeinden zur Seelsorgeeinheit Aachtal.
In Beuren wird 1204 eine Kirche und 1275 eine Pfarrei genannt. Die heutige Kirche St. Bartholomäus wurde 1839 bis 1841 erbaut. In Friedingen wurde 1194 eine Kirche und 1275 eine Pfarrei St. Leodegar erwähnt. Die Pfarrkirche St. Leodegar, der älteste Sakralbau in Singen, wurde im 13. Jahrhundert als Chorturmkirche erbaut, deren spätgotischer Turmunterbau, der Chorturm, heute noch steht. Das dazugehörige Kirchenschiff wurde 1728 durch einen Neubau ersetzt, der 1963 erweitert und mit einem Dachreiter vollendet wurde. Hausen an der Aach war seit dem 14. Jahrhundert eine Filiale von Singen. 1794 wurde eine Kuratie und 1820 eine eigene Pfarrei errichtet. Die Pfarrkirche St. Agatha und Katharina wurde 1826/27 erbaut. Die Katholiken in Schlatt gehörten bis 1977 zur Pfarrei St. Peter und Paul Mühlhausen, seither bildet Schlatt eine eigene Pfarrei. Die heutige Friedhofskapelle Hl. Johannes der Täufer und Rochus wurde 1746 erbaut, die heutige Pfarrkirche St. Johannes der Täufer wurde 1984 eingeweiht. Die vier Kirchengemeinden bilden heute zusammen mit den Nachbargemeinden Volkertshausen und Steißlingen die Seelsorgeeinheit Mittlerer Hegau.
Wenngleich die Orte im heutigen Singener Stadtgebiet bis ins 19. Jahrhundert überwiegend katholisch blieben, so gab es auf dem Hohentwiel seit der Reformation evangelische Gottesdienste. Nach der Zerstörung der Kirche auf dem Hohentwiel wurden die Gottesdienste im Domänenhof abgehalten. In Singen wurde dann 1863 eine eigene evangelische Kirche erbaut. Die Kirchengemeinde Singen wurde 1894 errichtet. 1913 wurde dann die heutige Lutherkirche erbaut. Von der Lutherpfarrei wurde 1967 die Markuspfarrei abgetrennt, nachdem bereits 1959 die Markuskirche errichtet worden war. Weitere evangelische Gemeinden sind die Paulusgemeinde und die Dietrich-Bonhoeffer-Gemeinde. Alle vier Kirchengemeinden im Singener Stadtgebiet gehören zum Dekanat Konstanz der Evangelischen Landeskirche in Baden. Zu den Gemeinden gehören auch die Protestanten der Stadtteile Beuren an der Aach, Friedingen und Hausen an der Aach. Die Protestanten der Stadtteile Bohlingen, Schlatt unter Krähen und Überlingen am Ried werden von den Nachbargemeinden Böhringen bzw. Aach-Volkertshausen betreut.
Die erste evangelische Kirche wurde 1918 an die alt-katholische Gemeinde abgegeben. Als St.-Thomas-Kirche ist sie Pfarrkirche für die Singener Alt-Katholiken.
Neben den beiden großen Kirchen gibt es in Singen auch Gemeinden, die zu Freikirchen gehören, darunter ein ICF, eine Evangelisch-Freikirchliche Gemeinde (Baptisten), eine Freie evangelische Gemeinde, die Gemeinde Gottes, die Josua-Pfingstgemeinde, die Christliche Gemeinde Singen und eine Adventgemeinde. Die 1993 gebaute Friedenskirche der Baptistengemeinde ist in der Nacht auf den 21. März 2022 abgebrannt.
Ferner sind die Neuapostolische Kirche, die Zeugen Jehovas, die Kirche Jesu Christi der Heiligen der Letzten Tage, die Christlich-Wissenschaftliche Vereinigung und die Freikirche Feuer Gottes Gemeinde in Singen vertreten.
Die Singener Muslim-Gemeinde hat im März 2007 eine eigene Moschee und ein Gemeindezentrum eröffnet.

## Politik

### Stadtrat
Das Wahlergebnis der Gemeinderatswahl 2024, Gewinne und Verluste der Parteien, sowie die Sitzverteilung (mit Gewinn oder Verlust im Vergleich mit der Wahl 2019)::
| Gemeinderatswahl 2024 in Singen/H.Wahlbeteiligung: 46,74 % (2019: 43,1) %403020100 30,717,312,07,68,911,48,04,2 CDUSPDGrüneFDPAfDFWNLSÖSGewinne und Verlusteim Vergleich zu 2019 %p 10 8 6 4 2 0 −2 −4 −6 −8+3,5−1,4−6,2−2,2+8,9−0,1−1,8−0,8CDUSPDGrüneFDPAfDFWNLSÖS | Partei                                        | Sitze | +/− |
| Gemeinderatswahl 2024 in Singen/H.Wahlbeteiligung: 46,74 % (2019: 43,1) %403020100 30,717,312,07,68,911,48,04,2 CDUSPDGrüneFDPAfDFWNLSÖSGewinne und Verlusteim Vergleich zu 2019 %p 10 8 6 4 2 0 −2 −4 −6 −8+3,5−1,4−6,2−2,2+8,9−0,1−1,8−0,8CDUSPDGrüneFDPAfDFWNLSÖS | Christlich Demokratische Union (CDU)          | 10    | + 2 |
| Gemeinderatswahl 2024 in Singen/H.Wahlbeteiligung: 46,74 % (2019: 43,1) %403020100 30,717,312,07,68,911,48,04,2 CDUSPDGrüneFDPAfDFWNLSÖSGewinne und Verlusteim Vergleich zu 2019 %p 10 8 6 4 2 0 −2 −4 −6 −8+3,5−1,4−6,2−2,2+8,9−0,1−1,8−0,8CDUSPDGrüneFDPAfDFWNLSÖS | Sozialdemokratische Partei Deutschlands (SPD) | 5     | − 1 |
| Gemeinderatswahl 2024 in Singen/H.Wahlbeteiligung: 46,74 % (2019: 43,1) %403020100 30,717,312,07,68,911,48,04,2 CDUSPDGrüneFDPAfDFWNLSÖSGewinne und Verlusteim Vergleich zu 2019 %p 10 8 6 4 2 0 −2 −4 −6 −8+3,5−1,4−6,2−2,2+8,9−0,1−1,8−0,8CDUSPDGrüneFDPAfDFWNLSÖS | Bündnis 90/Die Grünen (Grüne)                 | 4     | − 2 |
| Gemeinderatswahl 2024 in Singen/H.Wahlbeteiligung: 46,74 % (2019: 43,1) %403020100 30,717,312,07,68,911,48,04,2 CDUSPDGrüneFDPAfDFWNLSÖSGewinne und Verlusteim Vergleich zu 2019 %p 10 8 6 4 2 0 −2 −4 −6 −8+3,5−1,4−6,2−2,2+8,9−0,1−1,8−0,8CDUSPDGrüneFDPAfDFWNLSÖS | Freie Demokratische Partei (FDP)              | 2     | − 1 |
| Gemeinderatswahl 2024 in Singen/H.Wahlbeteiligung: 46,74 % (2019: 43,1) %403020100 30,717,312,07,68,911,48,04,2 CDUSPDGrüneFDPAfDFWNLSÖSGewinne und Verlusteim Vergleich zu 2019 %p 10 8 6 4 2 0 −2 −4 −6 −8+3,5−1,4−6,2−2,2+8,9−0,1−1,8−0,8CDUSPDGrüneFDPAfDFWNLSÖS | Alternative für Deutschland (AfD)             | 3     | + 3 |
| Gemeinderatswahl 2024 in Singen/H.Wahlbeteiligung: 46,74 % (2019: 43,1) %403020100 30,717,312,07,68,911,48,04,2 CDUSPDGrüneFDPAfDFWNLSÖSGewinne und Verlusteim Vergleich zu 2019 %p 10 8 6 4 2 0 −2 −4 −6 −8+3,5−1,4−6,2−2,2+8,9−0,1−1,8−0,8CDUSPDGrüneFDPAfDFWNLSÖS | Freie Wähler (FW)                             | 4     | ± 0 |
| Gemeinderatswahl 2024 in Singen/H.Wahlbeteiligung: 46,74 % (2019: 43,1) %403020100 30,717,312,07,68,911,48,04,2 CDUSPDGrüneFDPAfDFWNLSÖSGewinne und Verlusteim Vergleich zu 2019 %p 10 8 6 4 2 0 −2 −4 −6 −8+3,5−1,4−6,2−2,2+8,9−0,1−1,8−0,8CDUSPDGrüneFDPAfDFWNLSÖS | Neue Linie (NL)                               | 3     | ± 0 |
| Gemeinderatswahl 2024 in Singen/H.Wahlbeteiligung: 46,74 % (2019: 43,1) %403020100 30,717,312,07,68,911,48,04,2 CDUSPDGrüneFDPAfDFWNLSÖSGewinne und Verlusteim Vergleich zu 2019 %p 10 8 6 4 2 0 −2 −4 −6 −8+3,5−1,4−6,2−2,2+8,9−0,1−1,8−0,8CDUSPDGrüneFDPAfDFWNLSÖS | Singen Ökologisch und Sozial (SÖS)            | 1     | − 1 |

### Bürgermeister und Oberbürgermeister

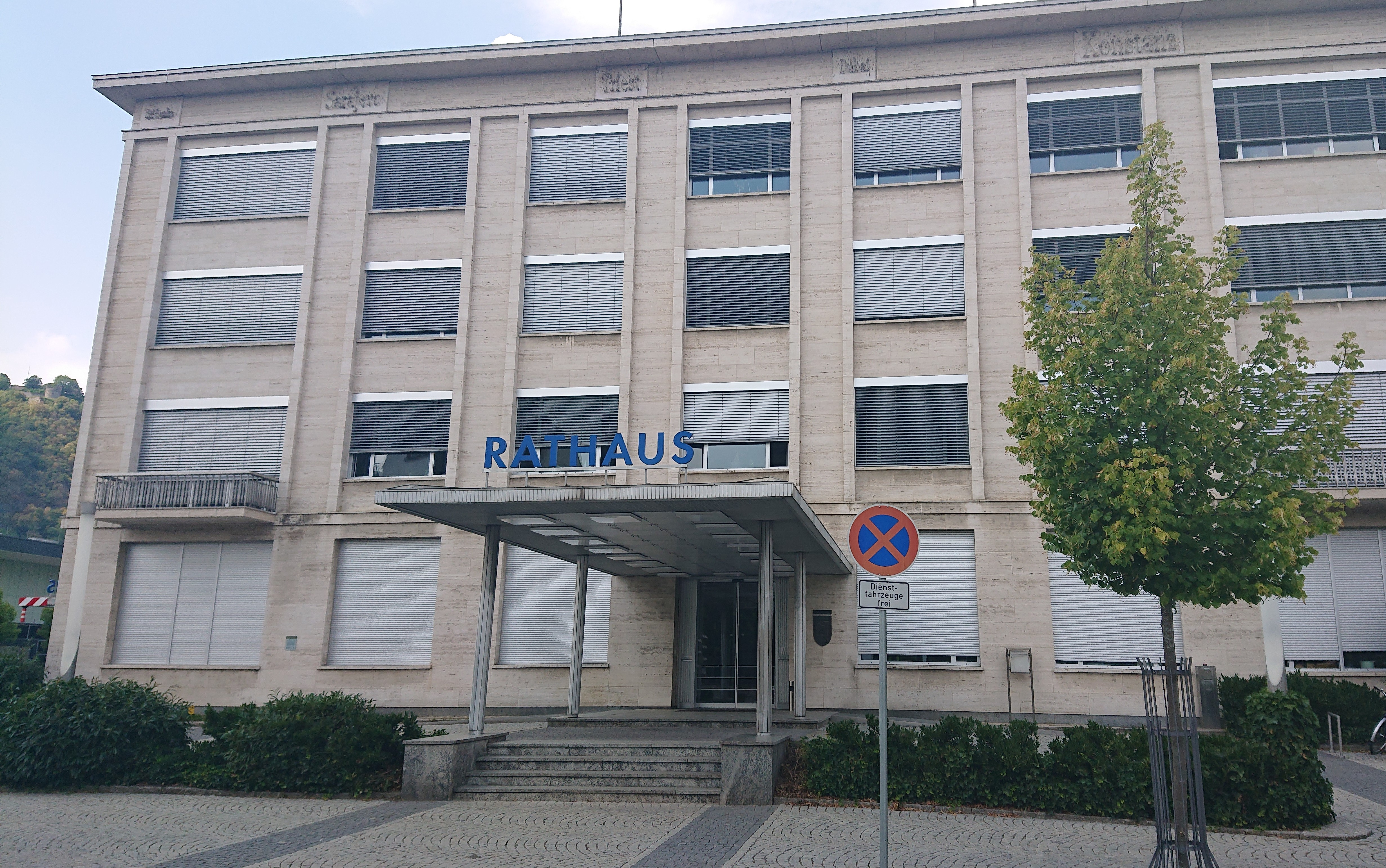
Das Singener Rathaus ist seit den 1970er-Jahren der Sitz der Stadtverwaltung

An der Spitze der Gemeinde Singen standen zunächst die Vögte, ab 1832 die Bürgermeister, die aber zunächst noch ehrenamtlich tätig waren. Ab 1904 waren die Bürgermeister hauptberuflich tätig. Daneben gab es einen Gemeinderat mit zwölf Gemeinderäten und ein weiteres Gremium, bestehend aus 36 Gemeindeverordneten. Ab 1920 gab es zwölf Gemeinderäte und 72 Gemeindeverordnete. Nach 1933 waren es nur noch zwölf Ratsherren und der Bürgermeister. 1950 bekam der Bürgermeister einen Beigeordneten an seine Seite und der Bürgermeister die Amtsbezeichnung Oberbürgermeister. Dieser wird von den Wahlberechtigten für eine Amtszeit von 8 Jahren direkt gewählt. Er ist Vorsitzender des Gemeinderats. Sein allgemeiner Stellvertreter war zunächst der 1. Beigeordnete mit der Amtsbezeichnung Bürgermeister, doch dieses Amt wurde abgeschafft, und es gab nur noch einen ehrenamtlichen Stellvertreter. Seit 2005 gibt es das Amt des Ersten Bürgermeisters wieder, das seit 2015 von Ute Seifried ausgefüllt wird. Während der Zeit ohne Oberbürgermeister ersetzte Bernd Häusler als Amtsverweser den damals scheidenden Oberbürgermeister und späteren baden-württembergischen Sozialminister Andreas Renner.
Die Oberbürgermeisterwahl 2013 in Singen war die erste Kommunalwahl in Baden-Württemberg, bei der auch 16- und 17-Jährige wahlberechtigt waren. Nachdem der erste Wahlgang ohne Wahlsieger geblieben war, konnte sich am 14. Juli bei knapp 48 % Wahlbeteiligung Bernd Häusler mit 50,19 % der Stimmen gegen den Amtsinhaber Oliver Ehret (49,75 %) durchsetzen und trat sein Amt im September 2013 an. Am 11. Juli 2021 wurde Häusler mit 88,49 % der Stimmen bei einem Gegenkandidaten wiedergewählt.
Bürgermeister bzw. Oberbürgermeister von Singen seit 1810
| - 1810–1813: Jakob Buchegger - 1813–1832: Anton Waibel - 1832–1852: Georg Weber - 1852–1861: Dominik Buchegger - 1861–1864: Anton Waibel - 1864–1865: Johann Messmer - 1865 Georg Weber (Amtsverweser) - 1865–1870: Anton Schrott - 1870–1873: Kaspar Waibel - 1873–1876: Ziprian Ehinger - 1876–1892: Kaspar Waibel - 1892–1899: Josef Buchegger - 1899–1904: Adolf Schrott | - 1904–1912: Valentin Busch - 1912–1919: Paul Thorbecke - 1919–1923: Jägler - 1923–1933: Edmund Kaufmann (Deutsche Zentrumspartei) - 1933–1934: Ernst Hein (NSDAP) - 1934–1945: Philipp Herbold - 1945–1946: Bernhard Dietrich - 1946–1969: Theopont Diez (CDU) - 1969–1993: Friedhelm Möhrle (SPD) - 1993–2005: Andreas Renner (CDU) - 2005–2013: Oliver Ehret (CDU) - seit 2013: Bernd Häusler (CDU) |

### Wappen
| Wappen der Stadt Singen (Hohentwiel) | Blasonierung: „In Silber ein aufgerichteter, rot bewehrter und rot gezungter schwarzer Bär, der in den Vordertatzen einen von Gold und Blau im Spitzenschnitt gespaltenen Schild hält.“ |
| Wappen der Stadt Singen (Hohentwiel) | Wappenbegründung: Das Wappen wurde kurz nach der Stadterhebung 1899 angenommen. Es handelt sich um den St. Galler Bären, der auf die Besitzungen des Klosters St. Gallen in Singen hinweisen soll. Der zweifarbige Wappenschild weist auf die Herren von Singen hin, die im 11. und 12. Jahrhundert nachgewiesen sind. – Die Stadtflagge ist gelb-blau. |

### Städtepartnerschaften
Singen unterhält Städtepartnerschaften zu La Ciotat in Frankreich (seit 1968), zu Pomezia in Italien (seit 1974), zu Celje in Slowenien (seit 1989) und seit 1993 zu Kobeljaky in der Ukraine.
Die Partnerschaft mit Celje geht zurück auf die Zusammenarbeit der IG Metall Singen mit den Gewerkschaften in Celje, sowie der Freundschaft des Männerchores Konkordia mit dem Kammerchor Celje.
Kobeljaky verbindet mit Singen, dass viele Zwangsarbeiter in Singen aus der Region Poltawa stammten. Dies wurde erst in den 1990ern durch die Nachforschungen von Wilhelm Waibel bekannt.

## Kultur und Sehenswürdigkeiten

### Theater und Veranstaltungen

#### Stadthalle Singen

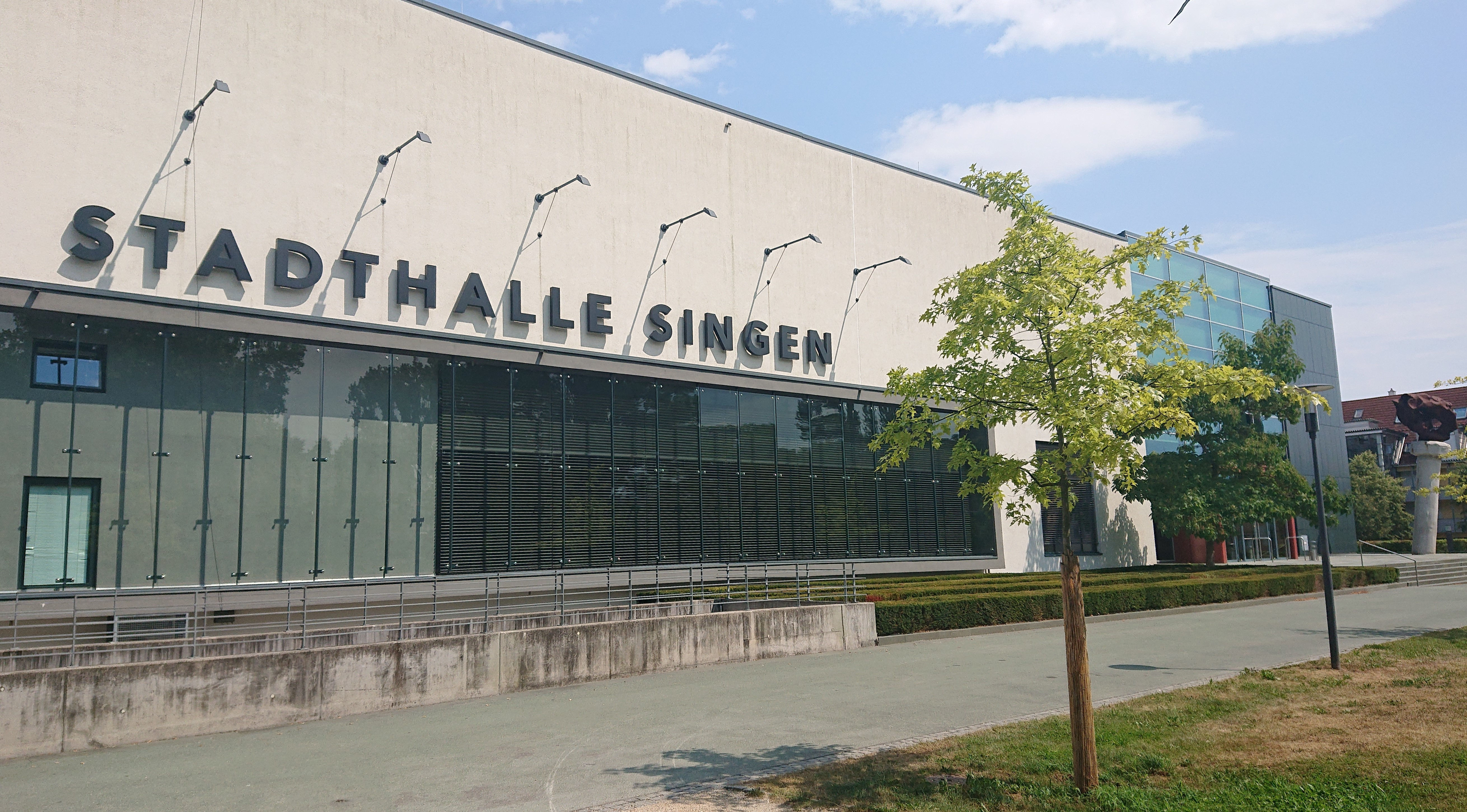
Die Stadthalle Singen wurde Anfang der 2000er-Jahre eröffnet

Die Stadthalle Singen ist ein modernes Veranstaltungszentrum am Rande der Innenstadt, in der Parklandschaft der ehemaligen Landesgartenschau an der Aach. Die Eröffnung war am 15. September 2007.
Die Stadthalle bietet Räume für Veranstaltungen aller Art, mit Platz für bis zu 1900 Besucher. Eine vergleichbare Bühne mit Orchestergraben ist erst im schweizerischen Zug zu finden. 2008 wurde ein Hotel mit 92 Zimmern direkt neben der Stadthalle eröffnet.
Betrieben wird das Veranstaltungszentrum vom städtischen Eigenbetrieb „Kultur & Tourismus Singen“ (KTS). Mit einem eigenen Theater- und Konzertprogramm leistet die KTS einen Beitrag zum Kulturauftrag der Stadt, hinzu kommen eine Reihe von Gastveranstaltern. Von der Eröffnung bis zur Feier des fünfjährigen Bestehens am 15. September 2012 kamen rund 350.000 Besucher zu insgesamt 950 Veranstaltungen in der Stadthalle Singen. In diese Bilanz eingerechnet sind nicht die großen Events auf dem mit dem Bau der Stadthalle entstandenen neuen Rathausplatz wie das Public Viewing zur Fußball-Weltmeisterschaft 2010 oder das Abschlussfest der SWR-„Tour de Ländle“ 2011, an denen KTS beteiligt war.
Die neue Stadthalle Singen löste das frühere Gastspieltheater „Kunsthalle“ und die Aula des Hegau-Gymnasiums als Konzertsaal ab. Zugleich vervollständigte sie die „Kulturmeile“ Singens mit der Scheffelhalle (1925 – siehe: Bauwerke), dem Archäologischen Hegau-Museum, dem städtischen Kunstmuseum, dem Kulturzentrum GEMS, der „Musikinsel“ und dem privaten Kleintheater „Die Färbe“.

#### Weitere Veranstaltungsorte
Theater wird in Singen auch in der Färbe geboten, einem seit 1978 bestehenden privaten Theater mit einer Kneipe. Dem Theater angeschlossen ist eine Ballettschule.
Das Kulturzentrum GEMS bietet Kino, Musik, Theater und Galerien. Es wurde 1978 im benachbarten Arlen eröffnet und zog 1989 in das ehemalige Gasthaus Kreuz in Singen um. Die GEMS beherbergt auch das Kommunale Kino Weitwinkel und den Jazz-Club Singen.

### Museen
- Das Archäologische Hegau-Museum zeigt Fundstücke und Informationen über die Lebenswelt der Menschen, die den Hegau seit dem Ende der letzten Eiszeit bis ins frühe Mittelalter besiedelten.
- Das Kunstmuseum Singen zeigt Kunst der klassischen Moderne am Bodensee und zeitgenössische Kunst aus der Euregio Bodensee.
- Das MAC Museum Art & Cars zeigt Werke klassischer Moderne und zeitgenössischer Kunst aus der Sammlung der Südwestdeutschen Kunststiftung, sowie Oldtimer in Wechselausstellungen.

### Stolpersteine
Von 2010 bis 2018 wurden in Singen bislang insgesamt rund 80 Stolpersteine im Gedenken und zur Erinnerung an Verfolgte während der Zeit des Nationalsozialismus verlegt.

### Bibliotheken
- Stadtbücherei Singen
- Hegau-Bibliothek

### Bauwerke
Die bedeutendste Sehenswürdigkeit und Wahrzeichen der Stadt ist der Hohentwiel mit seiner Burgruine, der Festung Hohentwiel. Die heutige Anlage geht auf eine Burg aus dem Jahr 914 zurück, die im 10. Jahrhundert Sitz der schwäbischen Herzöge wurde. Im 12. und 13. Jahrhundert war sie Sitz eines Rittergeschlechts und um 1300 gelangte sie in den Besitz der Thurgauer Familie von Klingenberg. 1521 wurde sie württembergisch. Die württembergischen Herzöge bauten 1553/1554 ein Schloss unter Einbeziehung der mittelalterlichen Burg. Im 16. Jahrhundert wurde der Hohentwiel zu einer Landesfestung ausgebaut und im 18. Jahrhundert diente die Anlage als Staatsgefängnis. 1800/1801 wurde die Burg von französischen Truppen geschleift. Zur Anlage gehört auch eine protestantische Kirche, die während des Dreißigjährigen Krieges als schlichter Saalbau errichtet wurde. Der Turm dient heute als Aussichtsturm.
In der Stadt gibt es ein 1809/1810 nach Plänen von Hans Konrad II. Vogler erbautes Schloss. Es wird heute vom Hegau-Museum genutzt.

Inschrift an der Scheffelbrücke

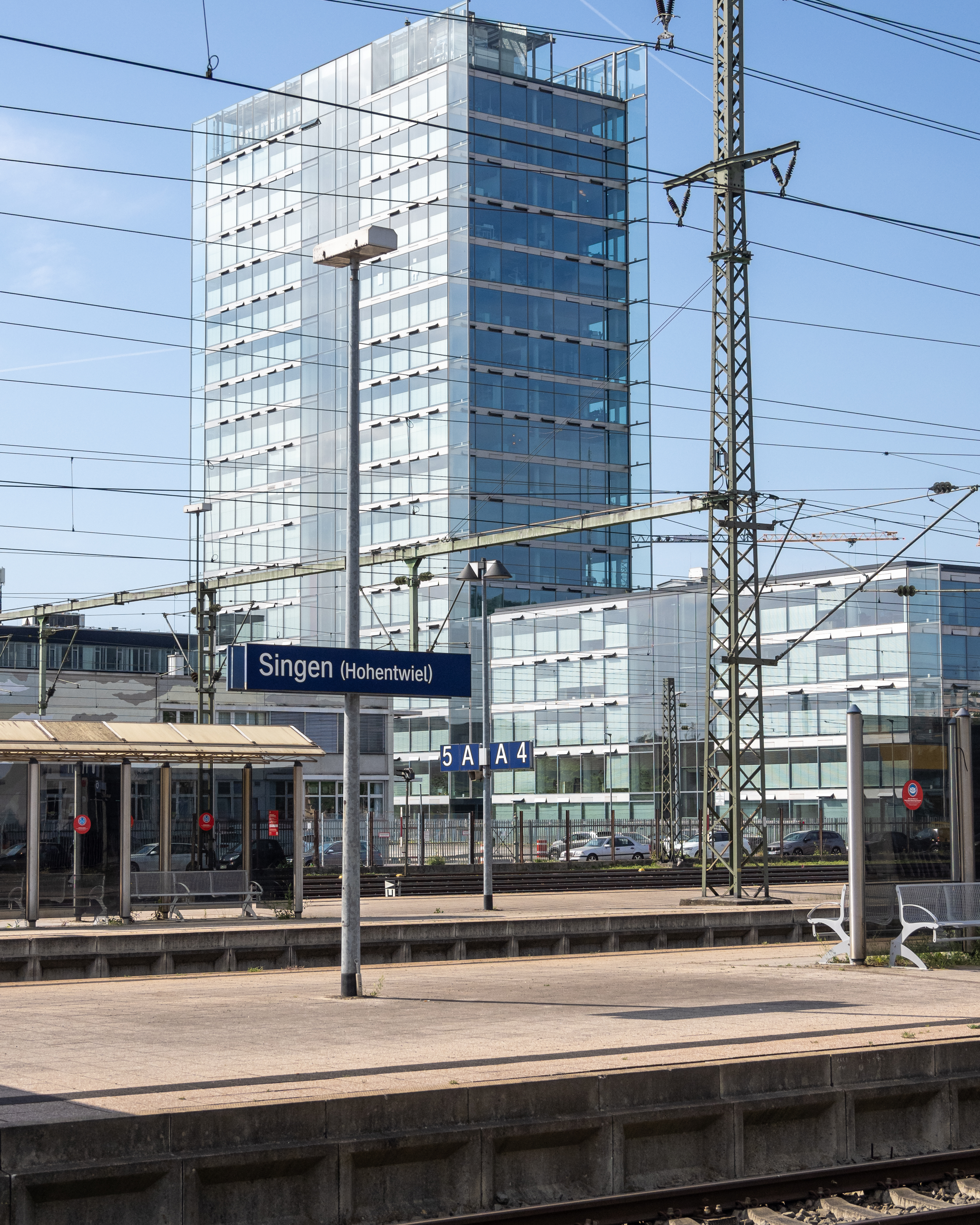
Bahnhof Singen mit Hegau-Tower und Hauptzollamt

Die Scheffelbrücke ist eine rund 20 Meter lange Steinbrücke über die Radolfzeller Aach. Die Brücke wurde während der Inflationszeit 1923 gebaut und kostete laut Inschrift 1.520.940.901.926.024 (eineinhalb Billiarden) Mark, sie gilt damit als „die teuerste Brücke der Welt“. In der Nähe der Scheffelbrücke führt die Mühlibruck, die teilweise noch aus dem späten Mittelalter stammt, über den östlichen Arm der Aach.
Die Scheffelhalle wurde 1925 als „provisorischer Bau“ für ein großes Sängerfest gebaut und stand als „ausgeprägter Vertreter der expressionistischen Architektur“ unter Denkmalschutz. Die Halle brannte in der Nacht zum 17. November 2020 nieder, ein Neubau in ähnlicher Form ist geplant.
Dem Schloss benachbart ist das Rathaus, das 1960 nach den Plänen des damaligen Stadtbaudirektors Hannes Ott erbaut wurde. In hellem Travertin mit blanken Aluminiumfenstern erbaut, die Zeuge der Bedeutung des Metalls am Ort sein sollten, ist es ein Vertreter einer klassizistisch geneigten modernen Architektur. Im Sitzungssaal befindet sich das ca. 12 × 5 Meter große Fresko Krieg und Frieden des Malers Otto Dix. Auch das Trauzimmer (Standesamt) wurde von Otto Dix mit einer Wandmalerei (Motiv: Paradiesszene) ausgestattet.
2008 wurde der Hegau-Tower, ein 18-geschossiges Hochhaus, dessen Fassaden vollständig aus Glas sind, aus dem Büro des deutsch-US-amerikanischen Architekten Helmut Jahn, Chicago, fertiggestellt.

#### Kirchen
Die katholische Hauptkirche in Singen ist die Kirche St. Peter und Paul, errichtet im Jahr 1778/1781 unter Einbeziehung älterer Bauteile. Weitere Kirchen sind die 1908 bis 1911 östlich des Stadtzentrums erbaute Herz-Jesu-Kirche, eine neoromanische Pfeilerbasilika von Raimund Jeblinger, die 1927/1928 erbaute St. Josefskirche, die 1954 erbaute Kirche Maria Königin und die 1962 erbaute Kirche St. Elisabeth.
Die evangelische Lutherkirche wurde 1913 erbaut. Weiter gibt es die Markuskirche aus dem Jahr 1959, die Pauluskirche und die Dietrich-Bonhoeffer-Kirche. Die alte evangelische Kirche aus dem Jahr 1863 ist heute die altkatholische Kirche St. Thomas.
In den Singener Stadtteilen gibt ebenfalls katholische Kirchen bzw. Kapellen (siehe Abschnitt Religionen).

### Regelmäßige Veranstaltungen

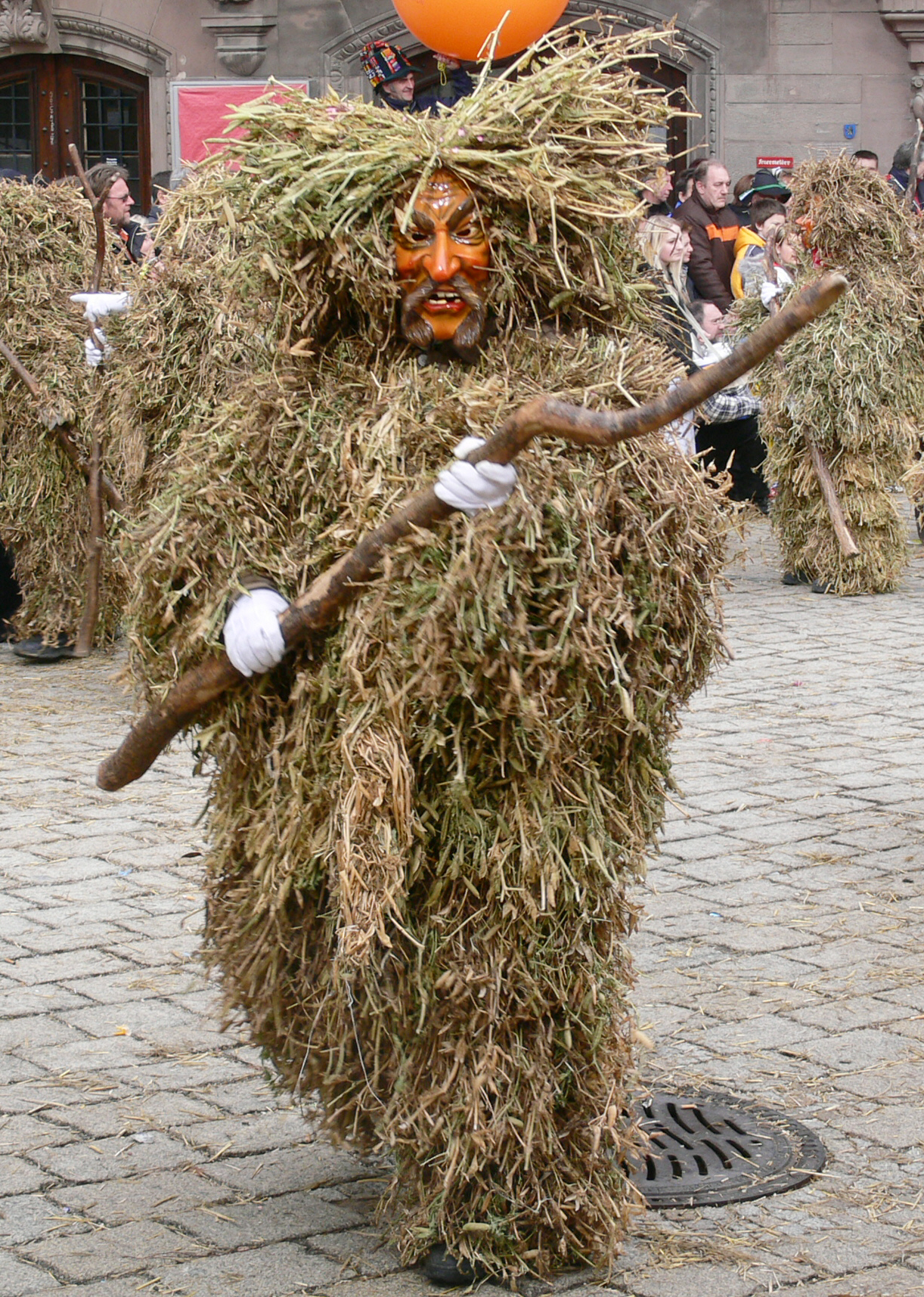
Fasnetsfigur Hooriger Bär der Poppelezunft Singen

Zu den wichtigsten regelmäßigen Veranstaltungen Singens zählt das Hohentwielfestival. Dies umfasst neben Konzerten aus Jazz, Pop, Rock und Klassik auch das Burgfest. Bei diesem wird auf über zehn Bühnen innerhalb und unterhalb der Ruine ein Programm geboten.
Die Singener „Fasnet“ (Fastnacht) gilt als fünfte Jahreszeit. In der Kernstadt gibt es zwölf Narrenvereine, die das Brauchtum mit Umzügen, Bällen und Narrenspiegeln pflegen.
Die Maifeier am 1. Mai auf dem Rathausplatz mit kulturellem Angebot und kulinarischen Spezialitäten der ausländischen Vereine.
Im zweijährigen Rhythmus (in ungeraden Jahren) findet im Frühjahr die Leistungsschau der IG Singen-Süd im Gewerbegebiet statt.
Im Juni ist das Stadtfest mit Musikdarbietungen, Flohmarkt, Vereinsdarbietungen und Kunsthandwerkermarkt.
Am Wochenende um den 11. November ist Martinimarkt mit verkaufsoffenem Sonntag.

### Kunst im öffentlichen Raum
Bereits seit 1928 ist das Thema „Kunst im öffentlichen Raum“ Teil des Singener Innenstadtkonzepts. Beginnend mit einer Glasfensterarbeit im Städtischen Krankenhaus von August Babberger, „Erweckung einer Tochter, Kreuzigung, Heilung eines Aussätzigen“ folgten weitere, teilweise kontrovers diskutierte Kunstwerke im öffentlichen Raum. Mit die bekanntesten sind z. B. das Wandbild „Krieg und Frieden“ von Otto Dix im 1960 neu erbauten Ratssaal und das Wandbild „Adam und Eva“ an der Hauptwand im Trauzimmer des Rathauses. Ebenfalls im Jahr 1960 entstand für den Bürgersaal des Rathauses das Triptychon „Der Mensch in der Gemeinschaft“ von Curth Georg Becker. In der Stadt selbst wurde Erich Hausers Stahlplastik in der Fußgängerzone, welche 1985 als Geschenk in den Besitz der Stadt Singen überging, zu einem bekannten Wahrzeichen. Es folgten weitere Kunstobjekte, so die 1979 von der Künstlerin Gerlinde Beck entworfene „Lichtfugenstele“, welche zunächst an der Kreuzung August-Ruf-Straße/Schwarzwaldstraße aufgestellt wurde. Anschließend versetzte man sie an den heutigen Standort mit Signalwirkung; vor das Städtische Kunstmuseum Singen in der Ekkehardstraße, das bei der Diskussion über vermehrte Kunst im öffentlichen Raum stets fördernd mitwirkte. 1995 kam die Stahlskulptur Robert Schads mit dem Titel „Singen“ auf dem Heinrich-Weber-Platz hinzu. 1997 fand die Großplastik aus Beton und Zement „Paradiesbaum“ von Peter Lenk ihren Standort an der Kreuzung Scheffel- und Hegaustraße.
Einen wahren „Boom“ der Kunst im öffentlichen Raum erfuhr Singen mit dem Kunstprojekt „Hier, Da und Dort“ zur Landesgartenschau im Jahr 2000. Unter anderem entstanden damals:
- „Männliche Figur“, Holzplastik von Stephan Balkenhol im obersten Arkadengang des denkmalgeschützten Wasserturms der Firma Maggi
- Zweiteilige Installation von Guido Nussbaum: „Achtung Bauarbeiten – Die Singener Variationen“ gegenüber dem Bahnhof Singen
- „Located World“, eine Lichtinstallation von Joseph Kosuth am oberen Abschluss des Singener Rathausgebäudes
- „Singen“, Buchstabeninstallation von Harald F. Müller an der Nordwand des DRK-Gebäudes
- „Local Park Express“, von Kirsten Mosher im Rathaus
- „Brunnenstube“, Rauminstallation von Roman Signer im Wasserspeicher auf dem Ambohl
- „Frontierland“, von Catherine Beaugrand im Stadtgarten in der Nähe der Stadthalle
- „Golden Apples“, von Ilya Kabakov, ebenfalls im Stadtgarten Singen in der Nähe der Stadthalle.

2007 und 2010 wurden, mitinitiiert durch das Kunstmuseum Singen, die Lichtinstallation „Lichtband“ von Miriam Prantl (* 1965) und die Großplastik „Singener Kapitell“ von Markus Daum (* 1959) bei der neuen Stadthalle Singen, sowie 2012 die mehrteilige Arbeit „Empilement“ von Markus F. Strieder (* 1961) an der Bildungsakademie Singen realisiert. Die 2010 entstandene Holzskulptur „Begegnung“ des Künstlers Klaus Prior am Kreisverkehr der Georg-Fischer-Straße gehört ebenfalls zu den neuesten Kunstwerken in Singens öffentlichem Raum.

### Kulturelle Besonderheiten
Im Jahr 2003 wurde in Singen der Verein der Jenischen e. V. gegründet, die erste Vereinigung von Jenischen in Deutschland. 2004 fand in der Singener Scheffelhalle das erste Kulturfest der Jenischen statt. 2005 folgte ein Bootsch-Turnier, womit der Verein der Jenischen diese traditionelle und spezifische Sportart der Jenischen weltweit erstmals im Rahmen einer öffentlichen Sportveranstaltung der Bevölkerung präsentierte.

### Sportanlagen
Zu der Vielzahl der vorhandenen Sportstätten zählen ein Hallenbad, ein Freibad (Aachbad), die Radrennbahn, eine Indoor-Kartbahn, mehrere Fußballplätze und -stadien, Tennisplätze, Tennishallen und Schießsportanlagen. Seit dem 19. Oktober 2005 steht den Schulen in Singen und Leichtathleten offiziell ein Stadion mit blauer Tartanbahn zur Verfügung. Dies ist erst das zweite überhaupt in Deutschland – nach dem Berliner Olympiastadion.
In den 1990ern fanden in Singen Rennen der DTM statt. Der Stadtkurs (der so genannte Alemannenring) befand sich im Industriegebiet im Südosten der Stadt.

### Vereine

#### Musikvereine
In Singen gibt es mehrere Chöre und eine Jugendmusikschule. Diese unterhält zahlreiche Ensembles u. a. das Symphonische Jugendblasorchester der Jugendmusikschule. Ferner gibt es mehrere Blasorchester in der Kernstadt und den sechs Ortsteilen. Im Rahmen des städtischen Kulturprogrammes finden regelmäßig Symphonie- und Kammerkonzerte statt. Die Veranstaltungsreihe Studiokonzerte präsentiert experimentelle Musik. Beim jährlichen Hohentwielfest finden regelmäßig Konzerte mit internationalen Stars der Rock- und Pop-Szene sowie Klassik-Konzerte auf der Festungsruine Hohentwiel statt.
In Singen gibt es zwei Fanfarenzüge, den Fanfarenzug der Poppelezunft 1860 und den Fanfarenzug Blau-Weiss Singen e. V.

#### Sportvereine
Für nahezu jede Sportart findet sich ein Verein mit entsprechenden Einrichtungen, von Hundesport über Judo, Boxen bis Baseball.
In Singen gibt es mehrere Fußballvereine, unter anderem den Oberligisten Türkischer SV Singen und den Verbandsligisten ESV Südstern Singen. Historisch war insbesondere der FC Singen 04 das fußballerische Aushängeschild der Stadt. Der höchstklassige Handballverein ist die DJK Singen in der Landesliga. Historisch spielte zuletzt die HSG Singen-Gottmadingen in höheren Ligen. Weitere Vereine bieten unter anderem Leichtathletik und Boxen an. 
Der Box-Club Singen kämpfte in den 1990er Jahren teilweise um die Deutsche Meisterschaft. Der Stadtturnverein Singen war bzw. ist aktuell in den 2020er Jahren Mitglied der 1. und 2. Turn-Bundesliga. Die Heimwettkämpfe finden in der Münchried-Sporthalle statt. Der Skiclub Singen e. V. besteht seit 1924 und hat am Hausberg Hohentwiel angefangen; aus dem Skiclub Singen, hat sich der Kanuclub Singen in Moos/Iznang am Bodensee abgespalten. Die Segelfliegergruppe Singen-Hilzingen, welche 1951 gegründet wurde, betreibt heute Luftsport auf dem Segelfluggelände Hilzingen. Die SSF Singen ist für den Schwimmsport in Singen seit den 1970ern zuständig. Der Minigolf-Verein 1. BGC Singen e. V. hat 2014 den Aufstieg in die Minigolf-Bundesliga geschafft; 2015 richtete der Verein die Deutsche Minigolfmeisterschaft aus.

## Wirtschaft und Infrastruktur
Singen und seine Wirtschaft sind geprägt durch die ortsansässigen Großunternehmen sowie durch einen breiten Mittelstand.
Der gut sortierte Einzelhandel und große Filialunternehmen haben Singen zur Einkaufsmetropole für den Hegau und die benachbarten Schweizer Städte und Gemeinden gemacht.

### Verkehr

#### Straßenverkehr
In Singen besteht ein Anschluss an die Bundesautobahn 81 (Stuttgart–Schaffhausen). Am nahe gelegenen Autobahnkreuz Hegau zweigt die Bundesautobahn 98 nach Stockach und Friedrichshafen sowie die autobahnähnliche Schnellstraße B 33 nach Konstanz ab.
Durch das Stadtgebiet verlaufen außerdem die Bundesstraßen 34 und 314. 

#### Schienenverkehr

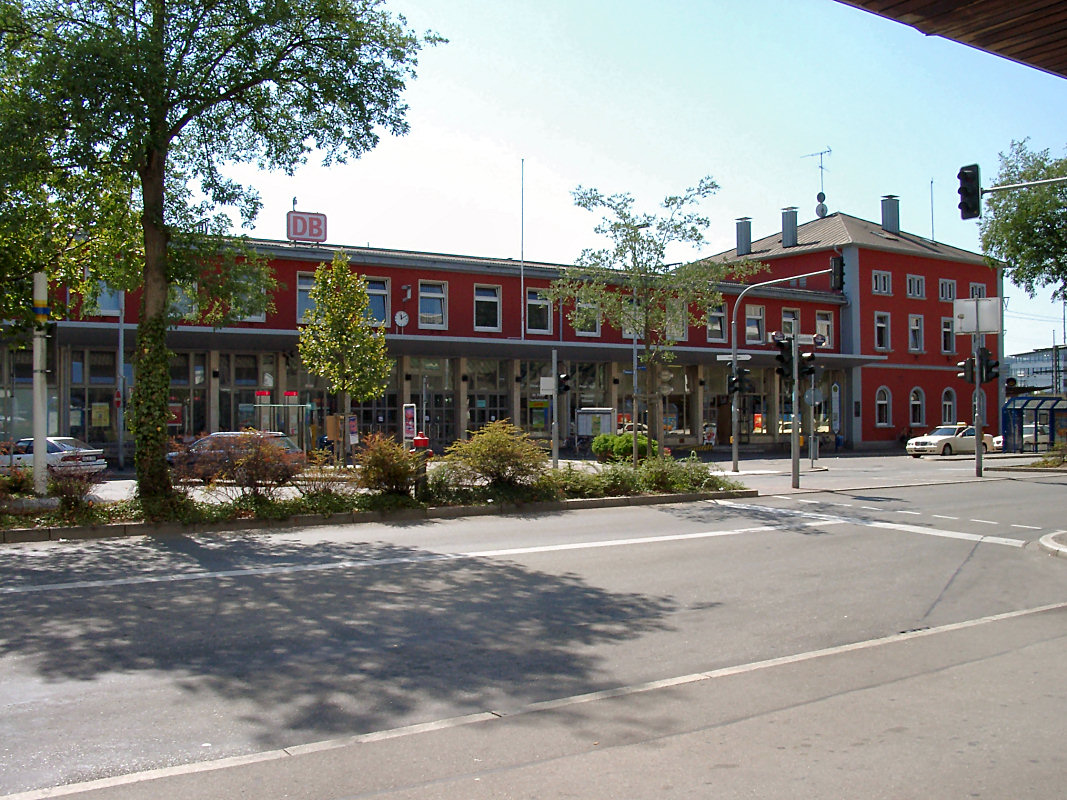
Bahnhof

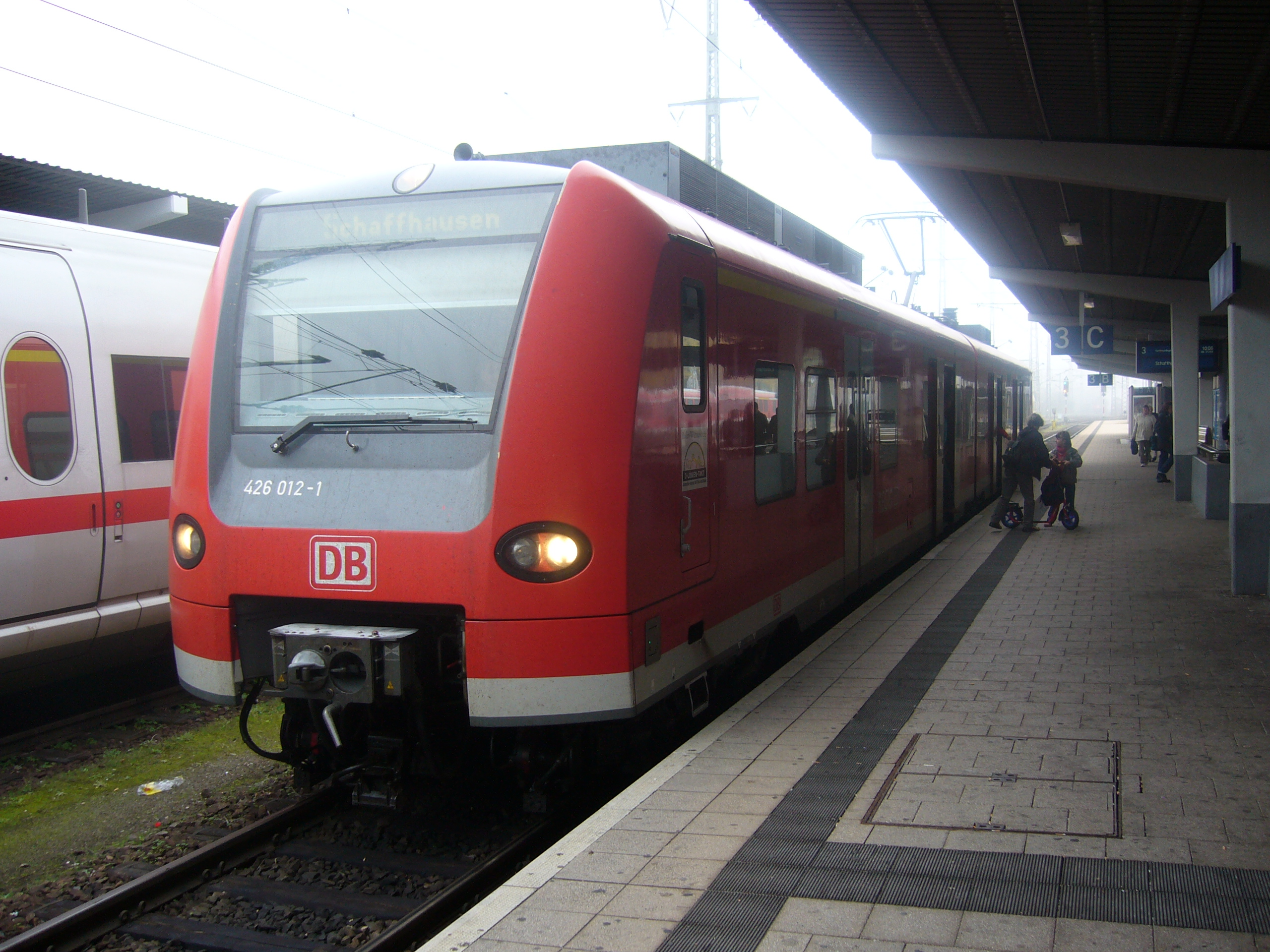
Regionalbahn nach Schaffhausen im Bahnhof Singen

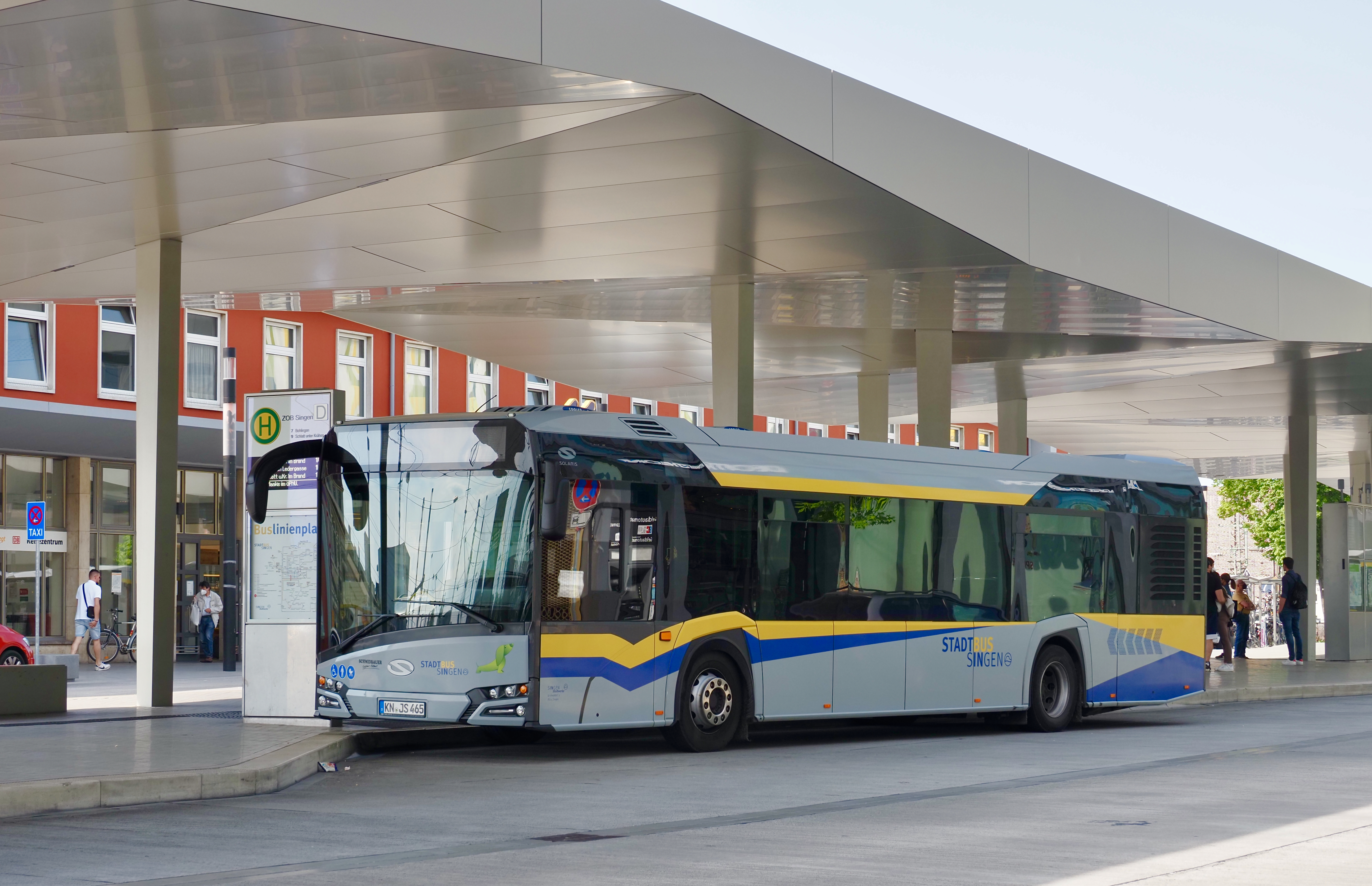
Stadtbus Singen am ZOB

Der Bahnhof Singen ist ein wichtiger regionaler Eisenbahnknoten im südlichen Baden-Württemberg, an dem heute die Schwarzwaldbahn und die Bahnstrecke Etzwilen–Singen in die Hochrheinbahn einmünden, während die Randenbahn stillgelegt ist. Auf der Strecke nach Etzwilen findet kein planmäßiger Zugverkehr mehr statt. Nachdem an der Kreuzung Georg-Fischer-Straße und Güterstraße ein Kreisverkehr errichtet worden war, war sie in diesem Bereich bis Sommer 2019 unterbrochen, da zunächst im Kreisverkehr auf die Erstellung eines neuen Gleises verzichtet wurde.
Singen wird von Intercity-Zügen der Linie Stuttgart–Zürich, Stuttgart-Konstanz sowie am Wochenende von Intercityexpress-Zügen Konstanz-Hamburg/Stralsund bedient. Außerdem verkehren Regionalzüge in Richtung Basel, Karlsruhe, Stuttgart, Ulm und Konstanz. Zusätzliche Haltepunkte im Stadtgebiet sind Singen Industriegebiet und Singen Landesgartenschau, die Stadt gehört dem Verkehrsverbund Hegau-Bodensee an. Der Güterverkehr wird über ein Containerterminal im östlichen Industriegebiet abgewickelt, das Verbindungen bis Italien anbietet.

#### Radverkehr
Durch Alltagsrouten aus dem Radnetz Baden-Württemberg ist Singen
- über Gottmadingen Richtung Thayngen und Schaffhausen,
- mit Radolfzell,
- über die Stadtteile Hausen an der Aach und Schlatt unter Krähen und über Mühlhausen und Engen mit Geisingen,
- über Steißlingen und Orsingen-Nenzingen mit Stockach und
- über Rielasingen Richtung Ramsen und Stein am Rhein verbunden.

Durch Singen verläuft als Landes-Radfernweg der Heidelberg-Schwarzwald-Bodensee-Radweg. Er führt von Heidelberg nach Radolfzell. Er führt von Donaueschingen kommend über Tengen, Hilzingen, Singen und Rielasingen-Worblingen an sein Ziel. Dabei führt er auch durch den Stadtteil Bohlingen.
Singen ist Mitglied der AGFK (Arbeitsgemeinschaft Fahrrad- und Fußverkehrsfreundlicher Kommunen) in Baden-Württemberg und hat die „Qualitätsstufe“ für eine fahrradfreundliche Kommune erreicht.

### Ansässige Unternehmen

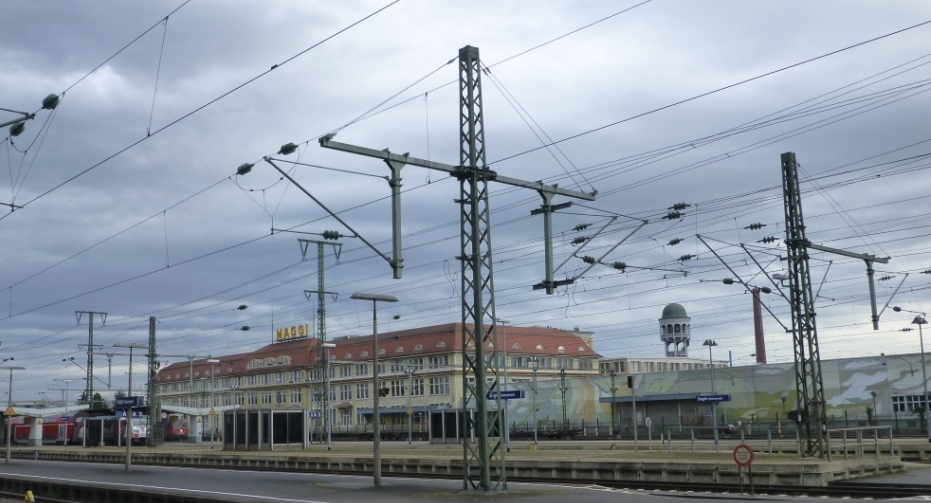
Maggi-Werke am Bahnhof

Große ansässige Industriebetriebe sind Maggi, Fondium, das Aluminiumwerk Constellium Singen GmbH, Amcor Flexibles Singen GmbH sowie die Takeda Pharma (vormals Altana Pharma AG). Die Firma Nestlé unterhält seit vielen Jahren ein PTC (Produkt- und Technologie-Center). Weitere große Arbeitgeber sind die Stadtverwaltung und das Hegau-Bodensee-Klinikum. Singen ist Sitz der Volksbank Hegau und der Zehnacker-facility-management-Gruppe.

### Medien
In Singen (Hohentwiel) erscheint die Tageszeitung Südkurier aus Konstanz mit einer Singener Lokalausgabe. Ferner gibt es das Singener Wochenblatt.
Von 2003 bis 2009 betrieb der regionale Fernsehsender Regio TV Bodensee (bis Anfang 2011 unter dem Namen Euro 3 bzw. REGIO TV Euro 3) ein Studio in der Stadt. Regionale Radiosender sind Radio 7 (Studio Tuttlingen, 102,5 MHz), SWR3 (97,1 MHz) und Radio Seefunk (105,3 MHz).
Im März 2006 hat die unabhängige Internet-Tageszeitung Bodensee Rundschau ihren Betrieb aufgenommen.
In Singen ist auch der Fernsehsender sowie Internetanbieter Wetter.com, die von dem Singener Manfred Klemann gegründet wurden, zuhause.

### Behörden, Gerichte und Einrichtungen
In Singen befindet sich eine Außenstelle des Landratsamts Konstanz, ein Finanzamt und seit 1929 ein Amtsgericht, das zum Landgerichtsbezirk Konstanz gehört. Singen ist Sitz eines der größten Hauptzollämter Deutschlands mit knapp über 1000 Beschäftigten. Hier befindet sich auch das Regionalbüro Bodensee-Hohenzollern des Erzbistums Freiburg, zu dem die Dekanate Westlicher Hegau (in Engen), Östlicher Hegau (in Mühlingen), Konstanz, Linzgau (in Meersburg), Meßkirch, Sigmaringen und Zollern (in Hechingen) gehören.

### Bildungseinrichtungen
Das schulische Angebot umfasst vier reine Grundschulen (Bruderhofschule, Hardtschule, Waldeck-Schule, Grundschule Beuren an der Aach, Grundschule Friedingen), fünf Grund- und Werkrealschulen (Schillerschule, Hebel-Schule, Beethovenschule, Grund- und Hauptschule Bohlingen, Grund- und Hauptschule Überlingen), die beiden Realschulen (Ekkehard-Realschule und Zeppelin-Realschule), die zwei Gymnasien (Hegau-Gymnasium und Friedrich-Wöhler-Gymnasium) sowie die Förderschulen (Pestalozzischule und Wessenbergschule). Seit dem Schuljahr 2014/15 ist die Beethovenschule einzige Gemeinschaftsschule in Singen und für die GMS-Klassen verbindliche Ganztagsschule.
Daneben gibt es die beruflichen Schulen Hohentwiel-Gewerbeschule (Technische Schule und Technisches Gymnasium) und Robert-Gerwig-Schule (Kaufmännische Schule und Wirtschaftsgymnasium), die Haldenwang-Schule für Körper- und Geistigbehinderte mit Schulkindergarten für Geistigbehinderte sowie einen Schulkindergarten für Sprachbehinderte.
Die Abendrealschule, die Krankenpflegeschule am Hegau-Bodensee-Klinikum, eine private Schule für Erziehungshilfe Schloß Bohlingen, die Volkshochschule und die städtische Jugendmusikschule runden das schulische Angebot Singens ab.
Im Februar 2022 richtete die Hochschule Konstanz Technik, Wirtschaft und Gestaltung eine Außenstelle in Singen mit einem Reallabor ein; Ziel ist es Studenten und Industrie zusammenzubringen.

### Volkssternwarte Singen
Die Volkssternwarte Singen e. V. liegt im südwestlichen Teil der Stadt Singen am Hohentwiel. Auf dem Flachdach der Zeppelin-Realschule befindet sich die Drei-Meter-Kuppel mit den Instrumenten. Die Sternwarte wird seit 1984 von der Astronomischen Arbeitsgemeinschaft der Volkssternwarte Singen e. V. betrieben. Die Mitglieder arbeiten ehrenamtlich. Jeden ersten Freitag im Monat, bei jeder Wetterlage, ist die Sternwarte für die interessierte Bevölkerung geöffnet. Bei astronomischen Ereignissen werden Sonder-Führungen angeboten.

### Friedhöfe
- Friedhof Hohentwiel
- Waldfriedhof Singen (Hohentwiel)

## Persönlichkeiten

### Ehrenbürger
- 1930: Rudolf Brüggemann, langjähriger Direktor der Maggi-Werke Singen
- 1930: August Ruf, Prälat und katholischer Stadtpfarrer von Singen
- 1931: Alexander Riehm, evangelischer Stadtpfarrer von Singen
- 1938: Ernst Schmid, Generaldirektor der Maggi-Verwaltung in Berlin
- 1951: Albert Funk, Stadtapotheker
- 1955: Hans Constantin Paulssen, Generaldirektor der Alusingen GmbH, Präsident der Industrie- und Handelskammer Hochrhein-Bodensee und Präsident der Bundesvereinigung der Deutschen Arbeitgeberverbände (BDA)
- 1955: Walter Wiederhold, Fabrikant in Hilden[28]
- 1973: Theopont Diez, Oberbürgermeister
- 1975: Karl Gnädinger, Weihbischof
- 2002: Dietrich H. Boesken, Generaldirektor der ALUSINGEN GmbH und Präsident der Industrie- und Handelskammer Hochrhein-Bodensee
- 2016: Wilhelm Josef Waibel, Industriekaufmann, auch Ehrenbürger von Stadt und Kreis Kobeljaky/Ukraine sowie von Muschyna Greblja/Ukraine

### Söhne und Töchter der Stadt
- Joseph König (1819–1900), Theologe und Historiker, geboren in Hausen an der Aach
- Emil Greder (1867–1919), Opernsänger
- Sebastian Buchegger (1870–1929), Architekt
- Curth Georg Becker (1904–1972), Maler und Graphiker
- Herta Bamert (1909–1996), Schweizer Tänzerin und Tanzpädagogin
- Josef Keller (1910–2000), katholischer Theologe, Historiker, Linguist, Philologe und Heimatforscher
- Adolf Haas (1914–1982), Biologe, Naturphilosoph und Hochschullehrer
- Herbert Haag (1915–2001), katholischer Theologe
- Arthur Kaufmann (1923–2001), Jurist, Rechtsphilosoph, Professor in Saarbrücken
- Karl Schmid (1923–1993), Historiker, Professor in Münster und Freiburg
- Erika Krause (1924–2017), Moderatorin, Quizmasterin und Buchautorin
- Walter Braun (1930–2019), BWL-Professor und Politiker (1969–1979 Kultusminister und 1979–1983 Sozialminister des Landes Schleswig-Holstein)
- Ekkehard Fluck (1931–2021), Chemiker
- Anton Lehr (* 1931), Fußballspieler
- Robert Maus (1933–2025), Politiker (CDU), Landrat des Landkreises Konstanz (1973–1997), Landtagsabgeordneter (1972–1996)
- Hermann Hepp (* 1934), Gynäkologe und Geburtshelfer, Professor an der LMU München
- Arno Baruzzi (1935–2016), Philosoph und Politikwissenschaftler
- Manfred Fraider (1935–2012), Kapitän und Politiker (SPD)
- Otto Gerhard Oexle (1939–2016), Historiker (Mediävist), Professor u. a. in Göttingen
- Melitta Berg (* 1939), Schlagersängerin
- Paul Wehrle (* 1940), Weihbischof in der Erzdiözese Freiburg
- Peter Braun (* 1941), Politiker, Oberbürgermeister der Stadt Germering
- Wolfgang Hepp (* 1941), Schauspieler (Die Fallers; Tatort)
- Roland Benz (* 1943), Biotechnologe, Professor an der Julius-Maximilians-Universität Würzburg
- Bertold Siber (* 1943), Spitzenkoch
- Michael Molls (* 1944), strahlentherapeutischer Onkologe und Professor an der TU München
- Margot Lang (1945–2006), Schriftstellerin, Herausgeberin, Verlegerin und Künstlerin
- Friedemann Hahn (* 1949), Künstler, Professor an der Akademie für Bildende Künste der Johannes Gutenberg-Universität Mainz
- Rafael Ferber (* 1950), Philosoph, Professor an der Universität Luzern
- Felix Droese (* 1950), Künstler
- Knut Folkerts (* 1952), ehemaliger Terrorist der Rote-Armee-Fraktion (RAF)
- Markus Weggenmann (* 1953), Maler
- Manfred Klemann (* 1953), Verleger und Schriftsteller
- Lothar Klappauf (1953–2023), Montanarchäologe
- Siegfried Dietrich (* 1954), Physiker, Professor, Direktor Max-Planck-Institut für Metallforschung
- Otto Kasper (* 1954), Fotograf, Werbedesigner, Erfinder, Autor und Verleger
- Ziroli Winterstein (1954–2007), Musiker
- Pepe Danquart (* 1955), Filmemacher (Oscargewinner 1994)
- Didi Danquart (* 1955), Regisseur und Filmemacher (Viehjud Levi), Professor an der „Staatlichen Hochschule für Gestaltung“ in Karlsruhe
- Markus Schwendemann (1957–1994), Opernsänger
- Gerhard Zahner (* 1957), Rechtsanwalt, Autor und Theaterkritiker
- Klaus Tafelmeier (* 1958), Leichtathlet und Olympiateilnehmer
- Dagmar Heller (* 1959), evangelische Theologin, Oberkirchenrätin
- Roland Brandt (* 1960), Neurobiologe
- Beatrix Ruf (* 1960), Direktorin und Kuratorin der Kunsthalle Zürich
- Andreas Beese (* 1961), Journalist und Berater
- Michael Hoch (* 1961), Rektor der Rheinischen Friedrich-Wilhelms-Universität Bonn
- Uwe Ladwig (* 1962), Musiker und Autor
- Elke Lehr, geborene Schmidt (* 1962), Schwimmtrainerin
- Veronika Olma (* 1962), geboren in Beuren an der Aach, Malerin
- Christoph Schnaudigel (* 1963), Landrat des Landkreises Karlsruhe
- Reinhard Alber (* 1964), Radrennfahrer
- Susanne Baumann (* 1965), Diplomatin und Botschafterin
- Gerd Blum (* 1965), Kunsthistoriker und Hochschullehrer
- Thomas Eichelmann (* 1965), Unternehmensberater und Manager
- Birgit Homburger (* 1965), Politikerin (FDP)
- Stefan Dinter (* 1965), Illustrator und Comiczeichner
- Georg Maier (* 1967), Politiker (SPD)
- Matthias Dinter (* 1968), Drehbuchautor und Regisseur
- Dierk Walter (* 1970), Historiker
- Oliver Stein (* 1971), Schauspieler und Theaterregisseur
- Joachim Post (* 1971), Vorstand BMW AG
- Lena Kugler (* 1974), Literatur-, Kulturwissenschaftlerin und Autorin
- Stefan Frech (* 1977), Hörfunk- und Eventmoderator
- Simon Harrer (* 1978), Jazzmusiker
- Christian Martin (* 1980), Philosoph
- Jens Truckenbrod (* 1980), Fußballspieler
- Matthias Rauh (* 1981), Handballspieler
- Julia Bamberg (* 1983), Radiomoderatorin
- Saskia Frank (* 1987), Politikerin (Bündnis 90/Die Grünen)
- Maja Lehrer (* 1990), Schauspielerin
- Carolin Niemczyk (* 1990), Mitglied des Elektropopduos Glasperlenspiel
- Cedric Soares (* 1991), Fußballspieler
- Meike Meßmer (* 1995), Fußballspielerin
- Philipp Altmann (* 1996), Fußballspieler
- Adrian Fiedler (* 1998), American-Football-Spieler
- Benjamin Boos (* 2003), Radsportler
- Till Streller (* 2003), Fußballspieler
- Berkay Yılmaz (* 2005), Fußballspieler

### Bekannte Bewohner
- Konrad Widerholt (1598–1667), Kommandant der Festung Hohentwiel
- Franz Josef von Enzenberg (1747–1821), Oberhofmeister der Erzherzogin Maria Anna von Österreich
- August Ruf (1869–1944), Priester, Sozialreformer und Gerechter unter den Völkern, war langjähriger katholischer Stadtpfarrer in Singen
- Ernst Bacmeister (1874–1971), Pseud. Felix Montanus, Schriftsteller
- Ferdinand Sauerbruch (1875–1951), Chirurg (im Ersten Weltkrieg entwickelte er 1915/1916 in einem eigens dafür geschaffenen Lazarett in Singen am Hohentwiel seine Methode zur Versorgung Amputationsverletzter mit Handprothesen)[29]
- Hans Johannes Albrecht (1876–1956), Schiffsvermessungsingenieur, „Schreiber“ der deutschen Quäker von 1927 bis 1947
- Julius Weismann (1879–1950), Komponist
- Hans Ernst Posse (1886–1965), Jurist, „Staatssekretär für Sonderaufgaben“ und von 1938 bis 1941 Stellvertreter des Generalbevollmächtigten für die Wirtschaft Walther Funk
- Ernst Mayer (1901–1952), Politiker der FDP/ DVP und Journalist
- Josef Schüttler (1902–1972), Gewerkschaftsführer (IG Metall), Politiker (CDU), MdL 1946–1949, MdB 1949–1961, Arbeitsminister von Baden-Württemberg 1961–1968
- Robert Seyfried (1905–1991), Maler und Bildhauer, lebte von 1951 bis zu seinem Tod in Bohlingen
- Irma Thälmann (1919–2000), Funktionärin des Demokratischen Frauenbundes Deutschlands (DFD) in der DDR, Tochter von Ernst Thälmann, lebte von 1936 bis zu ihrer Verhaftung durch die Nationalsozialisten 1944 in Singen.
- Wolfgang Adelung (1920–1994), Hautarzt in Singen und Orgelforscher
- Volker Kauder (* 1949), Jurist, Politiker, MdB (CDU), ehemaliger Generalsekretär der CDU, ehemaliger Vorsitzender der CDU/CSU-Bundestagsfraktion
- Siegfried Kauder (* 1950), Jurist, Politiker, MdB (CDU), Bruder von Volker Kauder
- Johan Neeskens (1951–2024), niederländischer Fußballspieler (WM 74), war 1995/96 Trainer des FC Singen 04